# 60 pieds IMOCA
Cet article concerne les voiliers Imoca. Pour l'association IMOCA, voir International Monohull Open Class Association.
La classe Imoca régit les caractéristiques des voiliers monocoques de 60 pieds, soit 18,28 mètres, principalement destinés aux courses océaniques, en solitaire telles que le Vendée Globe et la Route du Rhum, ou en double, comme la Transat Jacques-Vabre, auxquelles leur développement est intimement lié.
Classe ouverte, les Imoca sont régis par un ensemble de règles établies tous les quatre ans par l'International Monohull Open Class Association (IMOCA) depuis 1991. Ces règles fixent les limites concernant la longueur, la largeur ou le nombre d'appendices et déterminent des normes de stabilité à respecter ; elles laissent une grande liberté aux architectes et aux marins. Ainsi, les 60 pieds Imoca sont le terrain d'expérimentation de nombreuses innovations déclinées ensuite sur d'autres supports : double safran, quille pendulaire, espars latéraux (outriggers), mât-aile, pilote automatique, ou ailes portantes (foils).

## Historique
L'Imoca est une classe gérée par ses skippers (contrairement à la classe Ultime qui est gérée par un groupe d'armateurs), sur avis et conseils des architectes impliqués. Historiquement, cette classe naît en Bretagne et visait les PME locales, par conséquent les coûts ont toujours été maitrisés pour que le sponsoring reste accessible à ce tissu d'entreprises. En effet, si la jauge est dite ouverte, il n'a jamais été question d'atteindre les budgets pharaoniques de la classe America. Ainsi sont apparus plus tard des éléments de monotypie très importants (cf. infra « Caractéristiques et évolutions des 60 pieds Imoca ») à un moment où la classe voyait une explosion des coûts de conception et fabrication, donc la jauge actuelle n'est plus totalement ouverte et constitue un compromis entre jauge ouverte, et jauge monotype.
L'autre point important à noter est que les skippers se sont toujours engagés à ce que les bateaux aient une durabilité minimum, entendre par là qu'ils ont toujours fait en sorte que les anciens bateaux de la flotte ne soient pas trop rapidement « déclassés » techniquement. Il en résulte que certaines évolutions sont interdites ou simplement planifiées sur une période quadriennale ultérieure, en attendant que les plus anciens bateaux de la flotte soient automatiquement déclassés par la règle de péremption d'âge. Malgré tout, l'introduction des foils n'a rencontré que peu d'opposition. On peut imaginer que les skippers aient considéré que l'adjonction de ces appendices ferait rentrer la classe dans une nouvelle ère, et qu'elle serait rendue bien plus attractive auprès des sponsors, compensant la croissance des budgets, ce qui a été effectivement le cas, les foils ayant joué un rôle majeur dans la médiatisation de la classe à l'international, avec la marque d'intérêt de The Ocean Race, la création de la course New-York Vendée en 2016, alors même que la classe Imoca était quasi inconnue aux États-Unis quelques années auparavant. Notons aussi que bon nombre d'anciens bateaux sans foil ont pu en être équipés, à l'inverse un ancien bateau ne pourrait pas évoluer vers une proue en « scow bow », ce qui peut éventuellement expliquer que ce type de proue soit toujours interdite alors que les foils ont été avalisés.
Ces dernières années, l'IMOCA a déployé de gros efforts pour internationaliser la flotte, avec comme point d'orgue la signature d'un accord décennal avec The Ocean Race en 2020 pour faire de la classe la nouvelle flotte officielle, remplaçant les VO65. Le sponsoring de l'Ocean Race est très différent en ce qu'il a impliqué historiquement plutôt des grandes entreprises internationales, là où l'essentiel de la flotte Imoca reste sponsorisé par le tissu de PME de la région Bretagne, d'entreprises plus généralement françaises avec quelques entreprises internationales. Si cette internationalisation devait se poursuivre, on pourrait voir émerger une nouvelle catégorie de navigateurs poussés par des entreprises bien plus riches qui pourraient être tentés de débloquer certains verrous budgétaires. On pourra répondre à cela que l'attractivité même de l'Imoca est justement la maîtrise des coûts qui fait de cette classe un support publicitaire attractif car assez facilement rentabilisé compte tenu de sa notoriété, donc l'intérêt d'une course à l'armement du type « coupe de l'America » n'est pas si évident... du moins à court, moyen terme.
Classe extrême dont les voiliers affrontent les pires conditions de mer, les 60 pieds Imoca ont connu plusieurs accidents, entraînant régulièrement des polémiques relatives à la sécurité. Les règles de jauge, à l'origine très rudimentaires, ont régulièrement évolué et se sont renforcées dans le but d'éviter les accidents, de préserver la navigabilité du voilier et la survie du marin.

## Caractéristiques et évolutions
À l'inverse des classes monotypes, la classe des 60 pieds est une classe ouverte : « tout ce qui n’est pas expressément interdit, limité ou imposé, est autorisé », rappellent les règles de classe de l'International Monohull Open Class Association, l'association qui gère la classe depuis 1991. Cette classe est reconnue par la fédération mondiale de voile depuis 1998.
Sous certaines conditions, un bateau peut bénéficier de la règle d'antériorité s'il a été fabriqué antérieurement à l'édiction de nouvelles règles. Les architectes jouent subtilement avec ces règles pour effectuer des optimisations sur certains anciens bateaux, optimisations qui ne seraient pas autorisées sur des bateaux plus récents, et cela va dans le sens des navigateurs de la classe d'offrir la durabilité maximum.
En 1991, la jauge initiale est particulièrement simple, directement reprise des règles de course du BOC Challenge 1988-1989 et du Vendée Globe 1989-1990 : le voilier doit être un monocoque dont la longueur hors-tout de la coque est comprise entre 59 et 60 pieds, soit entre 17,983 et 18,288 m et sa gîte à l'arrêt ne doit pas dépasser 10°. La règle de jauge est revue par l'IMOCA tous les 4 ans, quelques mois après l'achèvement du dernier Vendée Globe.
Les premiers grands changements de jauge interviennent après le Vendée Globe 1996-1997, marqué par la disparition de Gerry Roufs et par le chavirage de trois autres concurrents. Pour répondre à cette nouvelle jauge, les bateaux doivent réussir deux tests : un test de stabilité critique de 127,5° – en cas de chavirage (supprimé pour les dernières générations), le voilier mâté doit se redresser jusqu'à atteindre un angle de 127,5° – et un test d'auto-redressement à 180° : en cas de chavirage intégral, le voilier démâté doit se redresser sans aucune aide extérieure,.
En 2005, un nouveau critère de stabilité est ajouté : celui de l'angle de stabilité critique en configuration défavorable, c'est-à-dire en prenant en compte le cas où la quille serait inclinée avec les ballasts remplis du mauvais côté. Un bateau doit se redresser seul jusqu'à un angle de 108°, passé à 110° depuis.
2013 marque une étape essentielle en introduisant des éléments de monotypie importants dans le but de maîtriser les coûts de fabrication et de conception, mais aussi de fiabiliser la flotte, des problèmes étant apparus à la suite de développements trop expérimentaux pouvant mettre en péril la sécurité même des navigateurs. Ainsi mât, bôme et système de quille pendulaire deviennent monotype.
En 2014, la classe Imoca avalise officiellement les foils sous l'impulsion de Guillaume Verdier, connu pour sa contribution depuis de nombreuses années à la coupe de l'America au sein de team New-Zealand, et du cabinet VPLP. Cela fera naître à partir des bateaux fabriqués en 2015 une nouvelle génération d'Imoca entièrement optimisés autour du vol, là où auparavant l'opération consistait à adjoindre des foils à des bateaux existants (qui étaient donc à la base des bateaux purement archimédéens) moyennant des gros travaux de renforcement structurel.

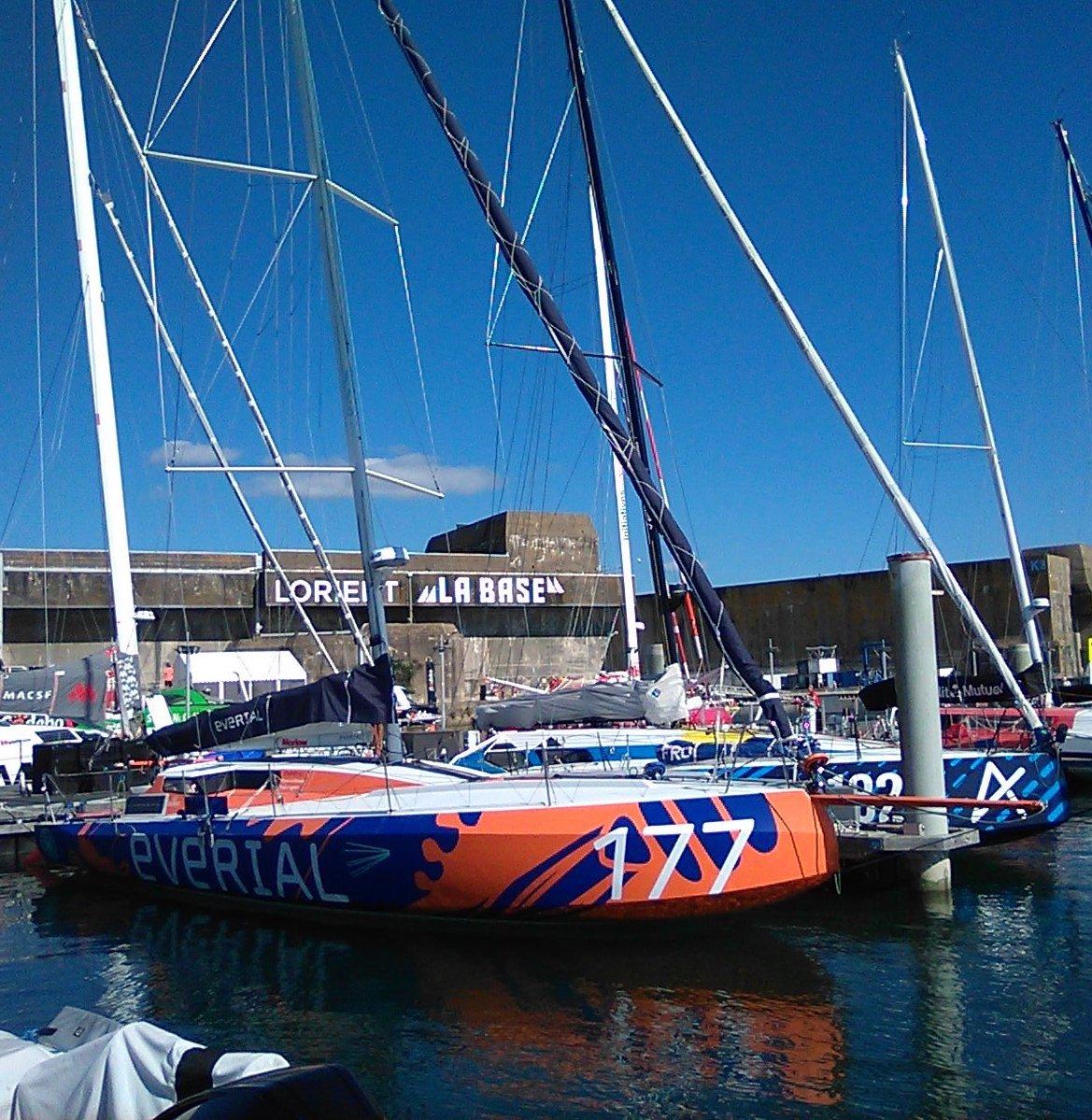
Exemple de proue spatulée sur le 177 Everial.

En 2020, Sam Manuard introduit sur L'Occitane en Provence I d'Armel Tripon, dans la limite de ce qui est autorisé par la jauge, un dessin hybride de proue spatulée introduisant des formes évoquant le « scow bow » qui avait été auparavant introduit avec succès en classe Mini 6.50 et Classe 40. Ce bateau aura un impact majeur car à la fin du Vendée Globe 2020-2021 beaucoup de bateaux existants seront modifiés pour spatuler la proue afin de surfer sur la vague, plutôt que d'enfourner. Les nouveaux bateaux vont, selon les compromis voulus par le skipper, d'une spatule très prononcée garantissant un meilleur confort et de meilleures moyennes sur mer formée, mais handicapant le bateau sur les zones de transition ou au près, à une spatule peu prononcée afin que le bateau conserve de bonnes qualités sous tout type d'allure.
La question est de savoir si dans un futur proche la classe autorisera entièrement la proue en « scow bow », ce qui pourrait être une vraie révolution esthétique, même si ce type de dessin ne fait pas l'unanimité rendant le bateau très typé. Néanmoins, certains navigateurs faisant du Vendée Globe leur ultime et seul vrai challenge restent encore attirés par des carènes typées Vendée Globe, c'est-à-dire optimisés pour le vent fort portant. Mais à contrario, l'inscription récente de The Ocean Race et par alternance biennale l'Ocean Race Europe, au calendrier officiel de l'IMOCA Globe Series peut inciter d'autres navigateurs à préférer des dessins moins radicaux préservant la polyvalence de l'unité, d'autant que le Vendée Globe 2020 fut une très mauvaise surprise avec des vents moins forts que prévu et d'anciens bateaux à dérives proches des foilers. Même si la jauge était débloquée, il n'est donc pas certain que l'on voit de sitôt de vrais « scow bow » dans la classe Imoca.
En 2021, face à un nouveau risque d'inflation des coûts a été introduite une règle de limitation de taille des foils. L'introduction des plans porteur (ou safrans en T) qui apporteraient bien plus de stabilité avec des vitesses moyennes largement améliorées (sans plans porteur, les Imoca ne volent pas complètement comme le font les voiliers de classe America AC75 ou les trimarans de la classe Ultime) n'a pas été actée, mais personne ne doute que ce soit une évolution logique de la jauge.
Profitant de la règle d'antériorité, le bateau Apivia I skippé par Charlie Dalin en 2021 conservera ses foils larges, ce qui en fait un bateau convoité (racheté successivement par l'écurie de course au large Banque Populaire, puis par celle d'Alex Thomson courant 2023 pour le mettre à disposition de la navigatrice Clarisse Crémer en prévision du Vendée Globe 2024-2025) car selon Mer Concept, son maître d’œuvre, ces foils larges donneraient un avantage de 15 % aux allures de près par rapport aux nouveaux bateaux.
Début 2023, les observateurs estiment qu'à part des différences cosmétiques reflétant des compromis différents demandés par les navigateurs, il n'y aura plus énormément de vitesse additionnelle à trouver : les écarts entre les nouvelles unités devraient se marginaliser, et à ce titre les unités fabriquées de 2015 à 2020 et mises à jour demeureront des concurrents redoutables pour les bateaux les plus récents, le confort en moins. Seul un déblocage du règlement pourrait ouvrir une nouvelle fenêtre de développements. On notera sur Charal II de Jérémie Beyou mis à l'eau un peu plus tôt en 2022, et dessiné par Sam Manuard, des paires de safrans implantés en « V » en lieu et place des paires de safrans implantés verticalement. L'idée étant qu'en l'absence de plans porteur, toujours interdits, ces safrans en « V » génèrent un certain niveau de portance sur l'arrière.
Le 20 octobre 2023, l'assemblée des skippers a de nouveau rejeté l'introduction des plans porteurs que l'on ne devrait donc pas voir avant 2028. Selon eux, la vitesse accrue imposerait de revoir structurellement les Imoca actuels pour les renforcer, de même que cela imposerait de revoir le mât (qui est monotype) pour l'adapter aux contraintes nouvelles. Pourtant, lors de l'introduction des foils, ces derniers ont imposé des contraintes structurelles bien plus importantes[réf. nécessaire] que le simple ajout de plans porteur qui n'accroîtraient pas en soi la vitesse de pointe, mais amélioreraient de façon considérable les vitesses moyennes et le confort sur mer formée, avec un bateau tapant moins dans les vagues et donc subissant moins les énormes contraintes consécutives aux enfournements.

## Jauge

### Origines

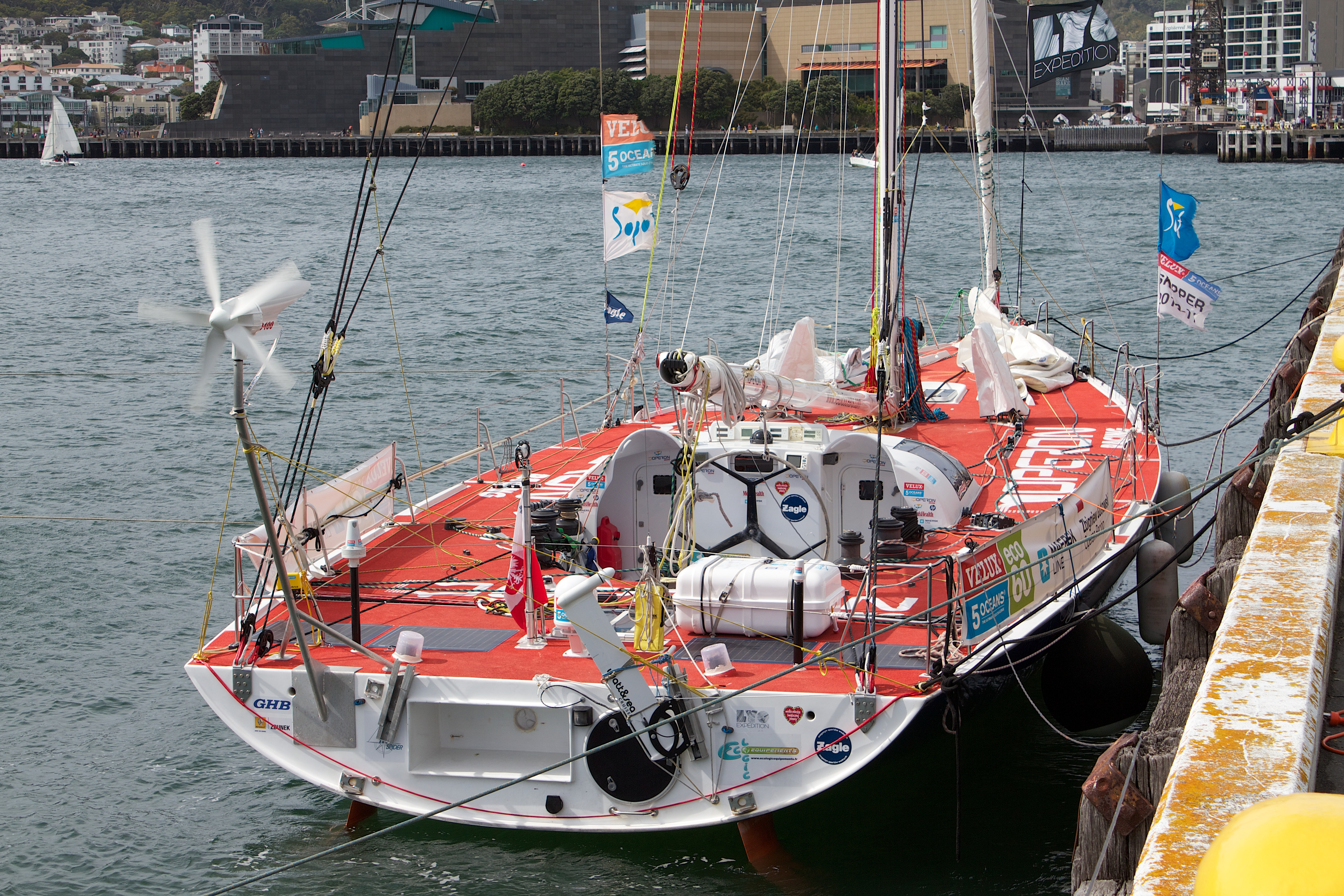
Un des premiers dessins de Jean-Marie Finot et Pascal Conq, Bagages Superior (ici en 2010 sous les couleurs d'Operon Racing) remporte le Vendée Globe 1992-1993, barré par Alain Gautier.

La taille de 60 pieds pour les courses océaniques en solitaire s'est peu à peu imposée dans les années 1980, d'abord pour l'édition 1984 de la Transat anglaise puis à l'occasion du BOC Challenge 1986. Elle apparaît comme un bon compromis entre puissance et maniabilité pour un marin seul.
La conception traditionnelle des formes des voiliers s'appuie alors de plans étroits. Pour l'architecte Philippe Harlé, une coque étroite « offre beaucoup moins de résistance à l'avancement […] Elle plane plus tôt et plus longtemps ». Toutefois, à la fin des années 1980, notamment sous l'influence des architectes français Michel Joubert-Bernard Nivelt, Jean-Marie Finot-Pascal Conq ou encore Marc Lombard, le maître-bau (la largeur maximale) s'est élargi tout en se rapprochant de la poupe, donnant aux 60 pieds Open leur forme caractéristique.
| Caractéristique         | Valeur                                                                           |
| ----------------------- | -------------------------------------------------------------------------------- |
| Tirant d'eau max        | 4,50 m.                                                                          |
| Longueur coque max      | 18,28 m.                                                                         |
| ... avec bout-dehors    | 20,12 m.                                                                         |
| Largeur max             | 5,85 m.                                                                          |
| Tirant d'air max        | 29 mètres                                                                        |
| Mât aile                | quête de 2 à 4°                                                                  |
| Outriggers              | monotype                                                                         |
| Voile de quille         | monotype                                                                         |
| Vérin de quille         | monotype                                                                         |
| Appendices obligatoires | 2 safrans (sans plan porteur) quille                                             |
| Nbre appendices max     | 5 (+2 dérives ou 2 foils)                                                        |
| Nbre voiles max         | 8                                                                                |
| Quille                  | basculante de 38° max                                                            |
| Foils                   | rétractation autorisée rotation de ±5°                                           |
| Ballasts                | latéraux : 1000 kg max arrière : 350 kg max                                      |
| Couple de redressement  | < 25,5 tm à 25° de gîte                                                          |
| Redressement possible   | 1) 110° de gîte et quille basculée à contre 2) Coque retournée avec quille à 38° |

Cette grande largeur – qui amène journalistes et les marins à les comparer à des luges, des porte-avions ou encore des pelles à feu, – garantit un meilleur couple de redressement, permettant aux marins de naviguer vite au portant dans les mers du Sud. Selon l'architecte Philippe Briand, « cet élargissement assure une plus grande stabilité de forme, permettant un allègement de lest donc du bateau, en même temps qu'une stabilité accrue aux angles usuels et une capacité à porter plus de voilure ». Cette quête de largeur est accentuée par une règle du BOC, reprise par le Vendée Globe établissant qu'un bateau à l'arrêt, ballasts remplis dans leur pire configuration, devait avoir une gîte inférieure à 10°. Cette règle, visant à privilégier la stabilité naturelle du bateau plutôt que le contrôle de celle-ci par des ballasts trop excentrés et donc potentiellement instables, favorise les coques larges au détriment des coques étroites.
Thursday's Child, conçu en 1984 par les architectes Paul Lindenberg et Lars Bergstrom, avec le skipper-constructeur Warren Luhrs, est considéré comme le premier 60 pieds Open,. En 1986, la barre des cinq mètres de largeur est franchie avec UAP de Jean-Yves Terlain (plan Joubert-Nivelt) et Crédit Agricole 3 de Philippe Jeantot (Ribadeau-Dumas). En 1989, le premier Vendée Globe entraîne la construction de plusieurs de ces « luges », comme le Fleury-Michon X (plan Briand) de Philippe Poupon ou le Generali Concorde (plan Finot-Conq) d'Alain Gautier, dont les 5,85 mètres de largeur impressionnent les observateurs, à commencer par l'organisateur et double vainqueur du BOC Challenge Philippe Jeantot,.
À l'issue du BOC Challenge 1990-1991, les marins français Christophe Auguin, Isabelle Autissier, Alain Gautier et Jean-Luc Van Den Heede fondent l'Association internationale des monocoques Open de 50 et 60 pieds (IMOCA). Leur but est d'encadrer les classes de 50 et 60 pieds pour garantir la sécurité des skippers, les représenter auprès des différents acteurs des courses au large et permettre l'établissement d'un circuit d'événements sportifs réguliers.

### Les années Finot-Conq

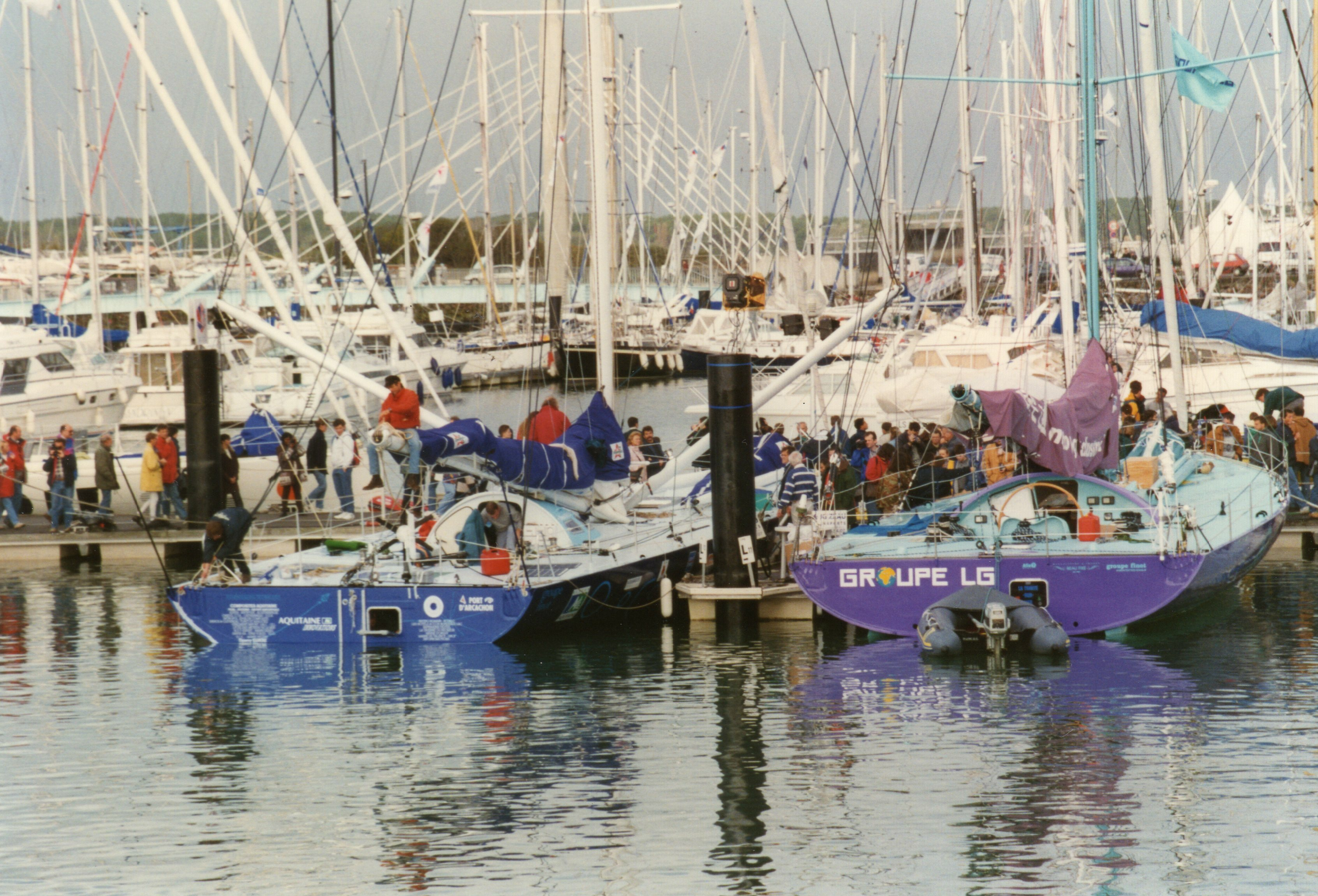
Les plans Finot-Conq de 1996 Aquitaine Innovations d'Yves Parlier et Groupe LG2 de Gerry Roufs sont caractéristiques de la deuxième génération des 60 pieds Open : coque en « V ouvert », pont plat, petit rouf et cockpit fermé et minimaliste.

Pendant les années 1990 et le début des années 2000, les architectes Jean-Marie Finot et Pascal Conq se distinguent particulièrement par leurs constantes innovations dans la conception des 60 pieds Open,. Leurs réalisations dominent largement les compétitions avec quatre victoires dans le Vendée Globe (1993 avec Alain Gautier sur Bagages Superior, 1997 avec Christophe Auguin sur Geodis, 2001 avec Michel Desjoyeaux sur PRB et 2005 avec Vincent Riou sur le même PRB), trois dans le BOC Challenge (doublé de Christophe Auguin en 1991 sur Groupe Sceta et 1995 sur Sceta-Calberson ; 1999 avec Giovanni Soldini sur Fila) et deux victoires sur la Route du Rhum (1994 avec Yves Parlier sur Cacolac d'Aquitaine et 1998 avec Thomas Coville sur Aquitaine Innovations).
Les 60 pieds du cabinet Finot-Conq sont marqués par une grande largeur (autour de 5,80 m), présentant un « V » très ouvert, des francs-bords bas, un pont parfaitement plat, petit rouf et cockpit fermé et minimaliste. Cette carène très racée permet une grande stabilité au portant tout en conservant une faible surface mouillée et un centre de gravité bas. En 1994, le Geodis de Christophe Auguin est le premier 60 pieds à être construit en carbone et en nomex afin de gagner en légèreté (une économie de cinq tonnes est réalisée tout en permettant de porter 15 % de voile en plus). Avec sa carène radicale, sa légèreté et ses équipements, le sloop marque une rupture – posant les bases des constructions suivantes – et est considéré par la presse française et internationale comme le monocoque océanique le plus performant de l'époque : qualifié d'« arme absolue », Geodis atteint la vitesse de 27 nœuds lors d'un essai dans la rade de Cherbourg.

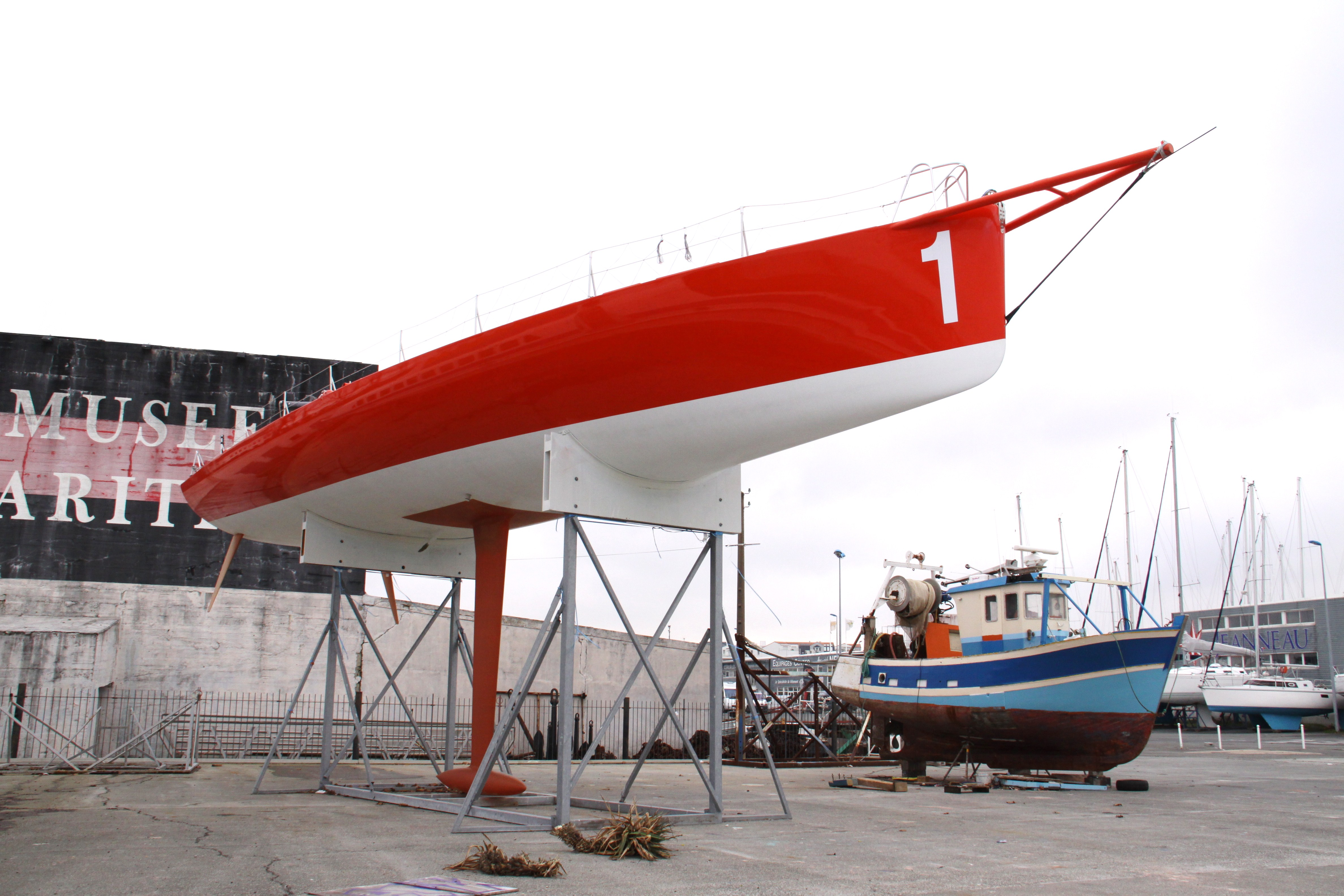
La carène type des plans Finot-Conq, ici l'ancien Aquitaine Innovations.

À l'occasion du Vendée Globe 1996-97, deux importantes innovations voient le jour sur les planches à dessin de Finot-Conq, en coopération avec les skippers : la quille pendulaire pour Geodis et PRB d'Isabelle Autissier et le mât-aile supporté par des barres de flèche géantes pour Aquitaine Innovations d'Yves Parlier. La quille pendulaire permet d'améliorer la stabilité du bateau en luttant contre la gîte et favorise son redressement en cas de chavirage ; le mât-aile pivote sur son axe pour favoriser un écoulement laminaire du flux d'air. Selon Yves Parlier, le gain théorique sur un tour du monde du mât-aile est de trois jours contre un jour et demi pour une quille pendulaire. Avec son déplacement de 7,5 tonnes, Aquitaine Innovations est également le plus léger de la flotte, presque moitié moins lourd que Generali Concorde, le premier Finot-Conq datant de 1989. Le rapport vitesse du bateau/vitesse du vent est alors de 1,5 jusqu'à 15 nœuds de vent.
Cette édition du Vendée Globe est marquée par les naufrages spectaculaires de Tony Bullimore, Raphaël Dinelli et Thierry Dubois et surtout par la disparition de Gerry Roufs. En janvier, alors que les concurrents se trouvent dans le grand Sud, la flotte est balayée par une série de violentes tempêtes qui assomment marins et voiliers. La plupart des bateaux chavirent à plusieurs reprises et trois d'entre eux ne se redressent pas : si Exide Challenger (Bullimore, plan Noble & Smith) a cassé sa quille et reste donc à l'envers, les quilles fixes de Pour Amnesty International (Dubois, plan Joubert-Nivelt) et Groupe LG 2 (Roufs, plan Finot-Conq) sont toujours en place lorsque les 60 pieds sont retrouvés retournés. C'est la première fois que des monocoques ne se redressent pas en quelques minutes après un chavirage. Un risque mis en avant par l'architecte Marc Lombard dès 1989 devant la largeur de ces bateaux.

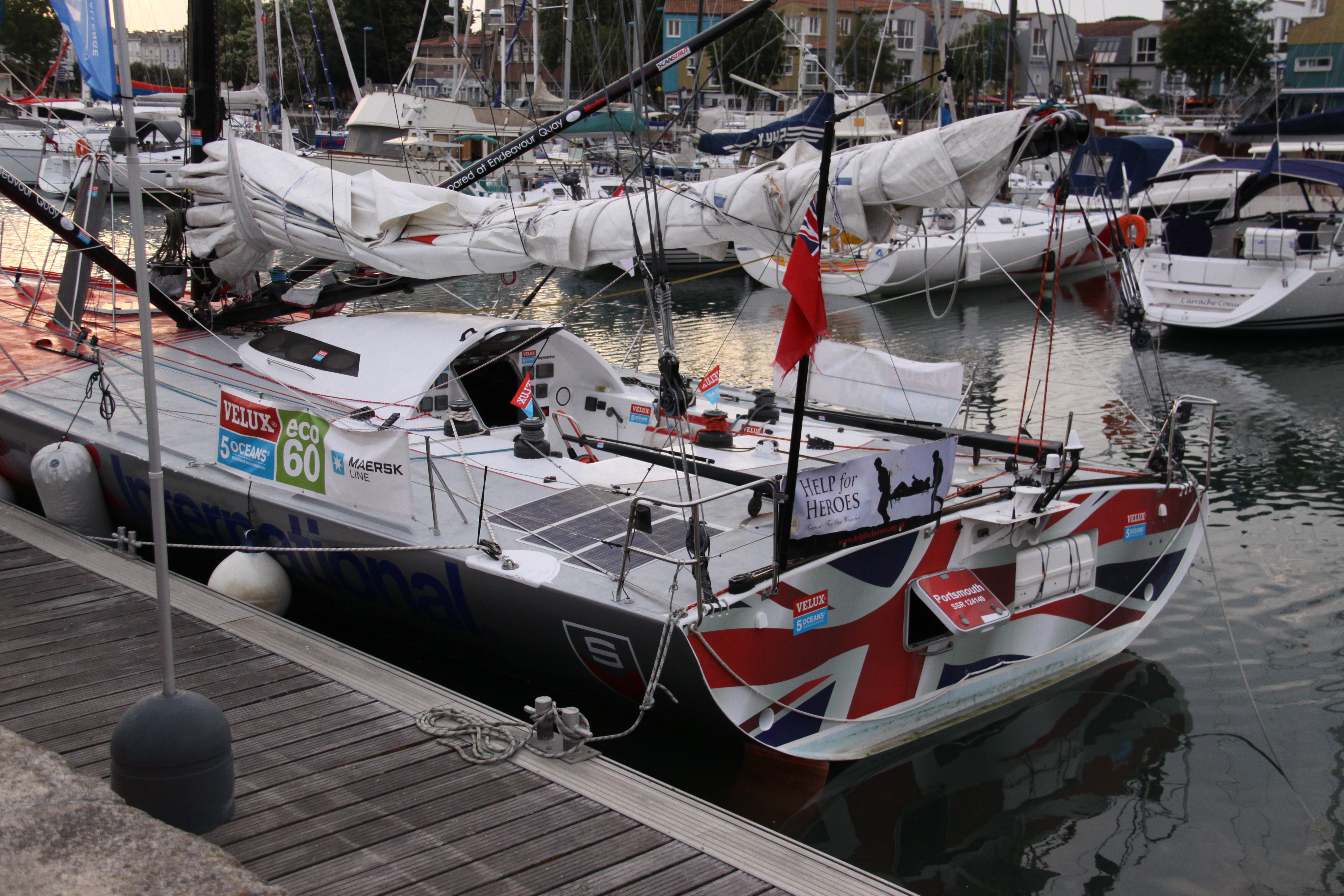
L'ancien Fila témoigne de l'évolution du style Finot-Conq après le Vendée Globe 1996-1997 : le pont s'est courbé pour aider au redressement.

Ces naufrages successifs entraînent une profonde remise en question du secteur de la course au large en France. Jean-Marie Finot et Pascal Conq dressent les enseignements du Vendée Globe dès le printemps 1997 : plus étroit, le nouveau 60 pieds Fila, skippé par Giovanni Soldini, est doté d'un bouge de pont, c'est-à-dire d'un pont courbé dans sa largeur. L'objectif est d'éviter l'effet ventouse d'un pont plat – comme l'était Groupe LG 2 – en cas de chavirage et, avec l'aide de la quille pendulaire, permettre le redressement du 60 pieds. Le bouge de pont facilite également l'écoulement de l'eau et les déplacements du skipper. En 1998, Fila chavire et démâte au large du cap Lizard au cours d'une tentative de battre le record de l'Atlantique, avec pour conséquence la disparition d'un équipier ; grâce au bouge de pont et la quille pendulaire, le voilier se retourne en l'espace de quinze minutes. Le bouge de pont paraît alors pallier le problème de stabilité du bateau retourné : cinq nouveaux 60 pieds Finot-Conq sortent des chantiers JMV Industries de Cherbourg et Kirié-Eluère des Sables d'Olonnes.
Le chavirage d'Isabelle Autissier dans des conditions très clémentes lors de la troisième étape du tour du monde Around Alone en février 1999 relance la polémique sur la sécurité des 60 pieds Open car PRB est resté à l'envers, malgré l'actionnement de sa quille pendulaire et la perte de son mât. Alors qu'il avait été un des pionniers des 60 pieds Open, le constructeur de PRB Marc Pinta décide alors de ne plus construire ces voiliers, considérant que « la jauge déconne ».

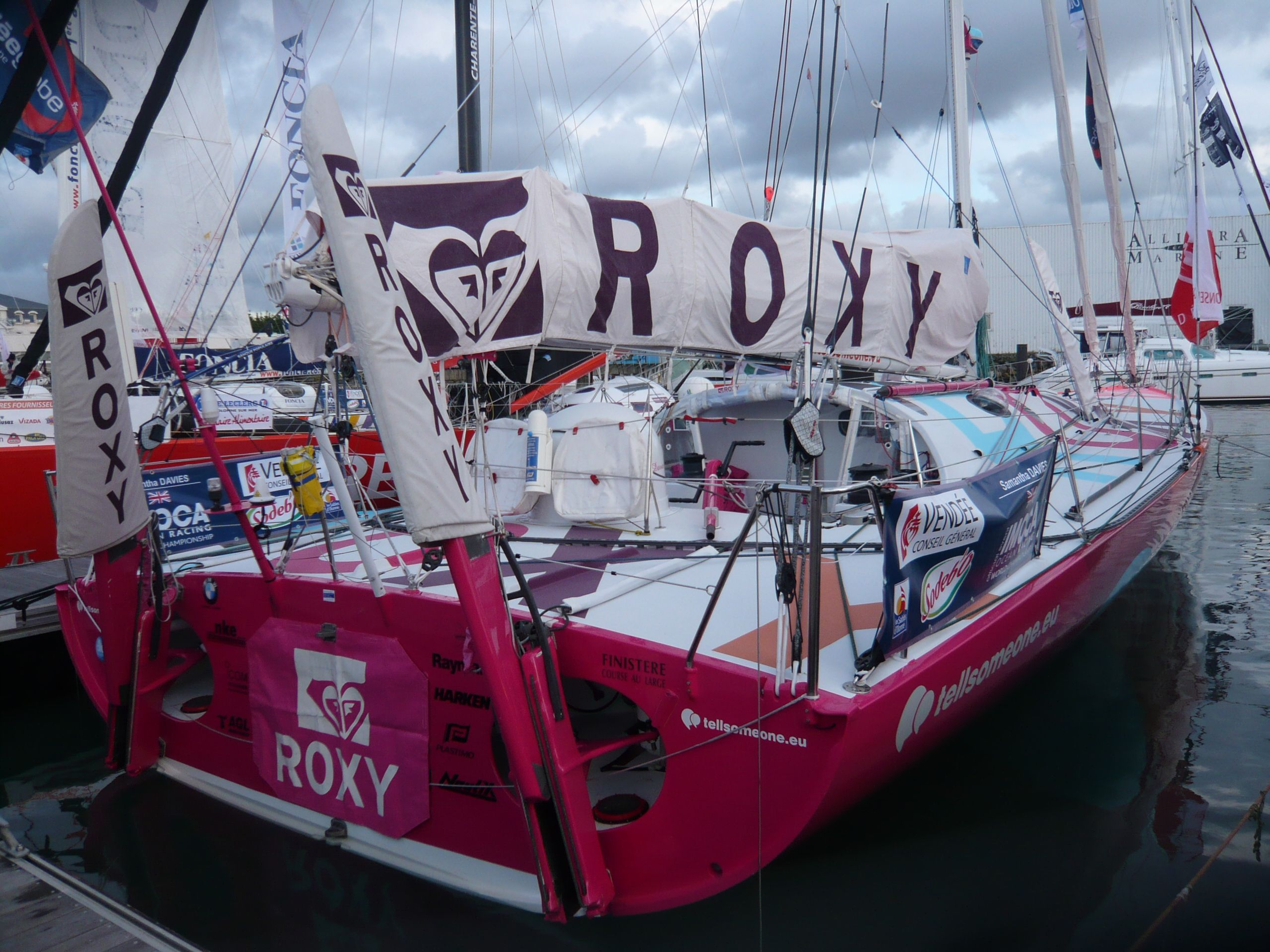
PRB 3 de Michel Desjoyeaux (ici sous les couleurs de Roxy avant le départ du Vendée Globe 2008-2009) cumule l'avantage des carènes Finot-Conq et le pont Lombard, présentant un bouge prononcé et un rouf important, dans le but d'aider au redressement. Les safrans se relèvent automatiquement en cas de choc.

Marc Lombard, qui dessine le nouveau 60 pieds de Catherine Chabaud, prévoit un rouf volumineux pour favoriser l'instabilité à l'envers et aider encore au redressement. Whirlpool-Europe 2 est alors le premier 60 pieds à réussir les nouveaux tests de stabilité de 125° et d'auto-redressement à 180°. Convaincu qu'un Vendée Globe peut se gagner ou se perdre dans la descente ou la remontée de l'Atlantique, Marc Lombard choisit également de travailler sur les performances au près,. Au lieu de l'unique dérive placée dans l'axe du mât, l'architecte rochelais installe deux profondes dérives asymétriques devant le mât. Désaxées lorsque le bateau est à plat, elles jouent tout leur rôle dès qu'il gîte, au centre de la surface mouillée.
Successeur d'Isabelle Autissier chez PRB et nouveau venu sur le circuit IMOCA, le figariste Michel Desjoyeaux réalise la synthèse en choisissant pour PRB 3 une carène Finot-Conq – issue du moule de Sodebo – et le volumineux pont Lombard, malgré les réticences initiales de Jean-Marie Finot et Marc Lombard,. Perfectionniste, Michel Desjoyeaux peaufine les moindres détails de son bateau. Pour éviter les bris de safrans en cas de choc, ceux-ci sont fixés au tableau arrière et munis d'un fusible qui saute en fonction d'une certaine contrainte, permettant au safran de se relever,. La table à carte est montée sur un cardan, afin de pouvoir rester horizontale en toutes circonstances,. « Le Professeur » installe également le hale-bas de la grand-voile sur un rail semi-circulaire derrière le cockpit, ce qui permet de régler avec plus de finesse la chute de grand-voile. Mis à l'eau en mars 2000, PRB remporte les Vendée Globe 2000-2001 et 2004-2005, barré successivement par Michel Desjoyeaux puis son préparateur Vincent Riou.

### Nouveaux acteurs et nouvelles évolutions

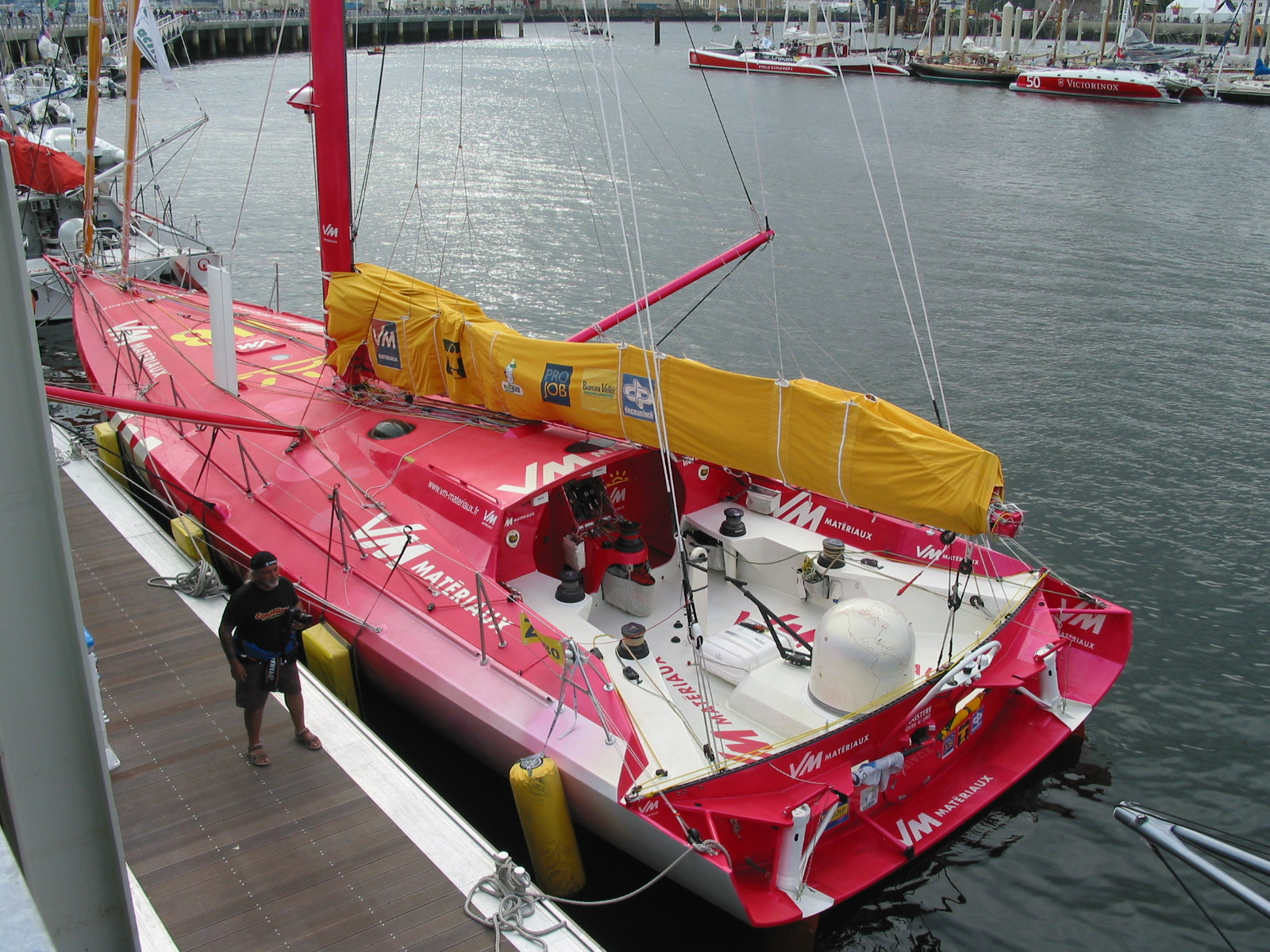
Le cockpit innovant et la coque à bouchains de Bonduelle, ici sous les couleurs de VM Matériaux en 2008.

Après les grandes courbes des Finot-Conq apparaissent à la fin des années 1990 les premières coques à bouchains évolutifs. En 1998, le Finot-Conq Sodebo de Raphaël Dinelli présentait déjà un très léger bouchain pour « faciliter le planning ». Marc Lombard réalise en 2004 deux voiliers très innovants pour Roland Jourdain et Jean Le Cam : construits à Cherbourg par JMV Industries, Sill-Veolia et Bonduelle présentent un bouchain évolutif marqué sur la poupe, une caractéristique ensuite adoptées par tous leurs successeurs.
Le bouchain évolutif permet d'élargir artificiellement la carène sans élargir exagérément le bateau. Ainsi, tout en garantissant un taux de redressement acceptable, le bouchain offre un plan de carène plus large donc plus puissant, selon Pascal Conq. Lorsque le voilier gîte, sa surface mouillée est inférieure à celle des carènes traditionnelles et l'angle du bouchain assure une meilleure stabilité directionnelle en donnant au bateau un appui latéral : le bateau va plus vite et plus droit, ce qui aide le travail des pilotes automatiques, dont le rôle est essentiel en solitaire.
Approché en 1999 par Michel Desjoyeaux, le Néo-Zélandais Bruce Farr, incontournable dans le circuit Whitbread, est contacté en 2002 par Jean-Pierre Dick pour dessiner son premier 60 pieds. L'expérience du cabinet Farr Yacht Design sur les courses en équipage permet d'apporter une nouvelle culture à la conception des 60 pieds Open avec Virbac, lancé en avril 2003. Si les courbes générales reprennent l'esprit des plans Finot-Conq ou Lombard, le cockpit tranche pour sa part radicalement en étant complètement ouvert sur l'arrière pour faciliter l'évacuation de l'eau et spacieux pour faciliter les manœuvres. Le large rouf abrite un tunnel par lequel arrive l'essentiel des manœuvres qui s'effectuaient auparavant au pied de mât. Le skipper peut donc effectuer la très grande majorité des réglages de son voilier protégé par la casquette du rouf, sans avoir à se déplacer sur le pont, ce qui est une garantie supplémentaire pour la sécurité,. Ce cockpit large et ouvert inspire Marc Lombard dès 2004 pour Bonduelle et Bruce Farr devient l'architecte vedette des 60 pieds Imoca des années 2000, mettant fin à l'hégémonie Finot-Conq en concevant six bateaux neufs pour le Vendée Globe 2008-2009,.
Parmi cette génération 2008 des plans Farr, les sister-ships Paprec-Virbac 2 de Jean-Pierre Dick et Gitana Eighty de Loïck Peyron et surtout Foncia apparaissent comme les plus puissants. Réputés sujets à l'enfournement au portant, certains 60 pieds de Farr Yacht Design, comme PRB, Delta Dore ou Paprec-Virbac 2, voient leurs fines étraves dotées par Bruce Farr de « moustaches », un liston supposé réduire l'enfoncement en accroissant la flottabilité.

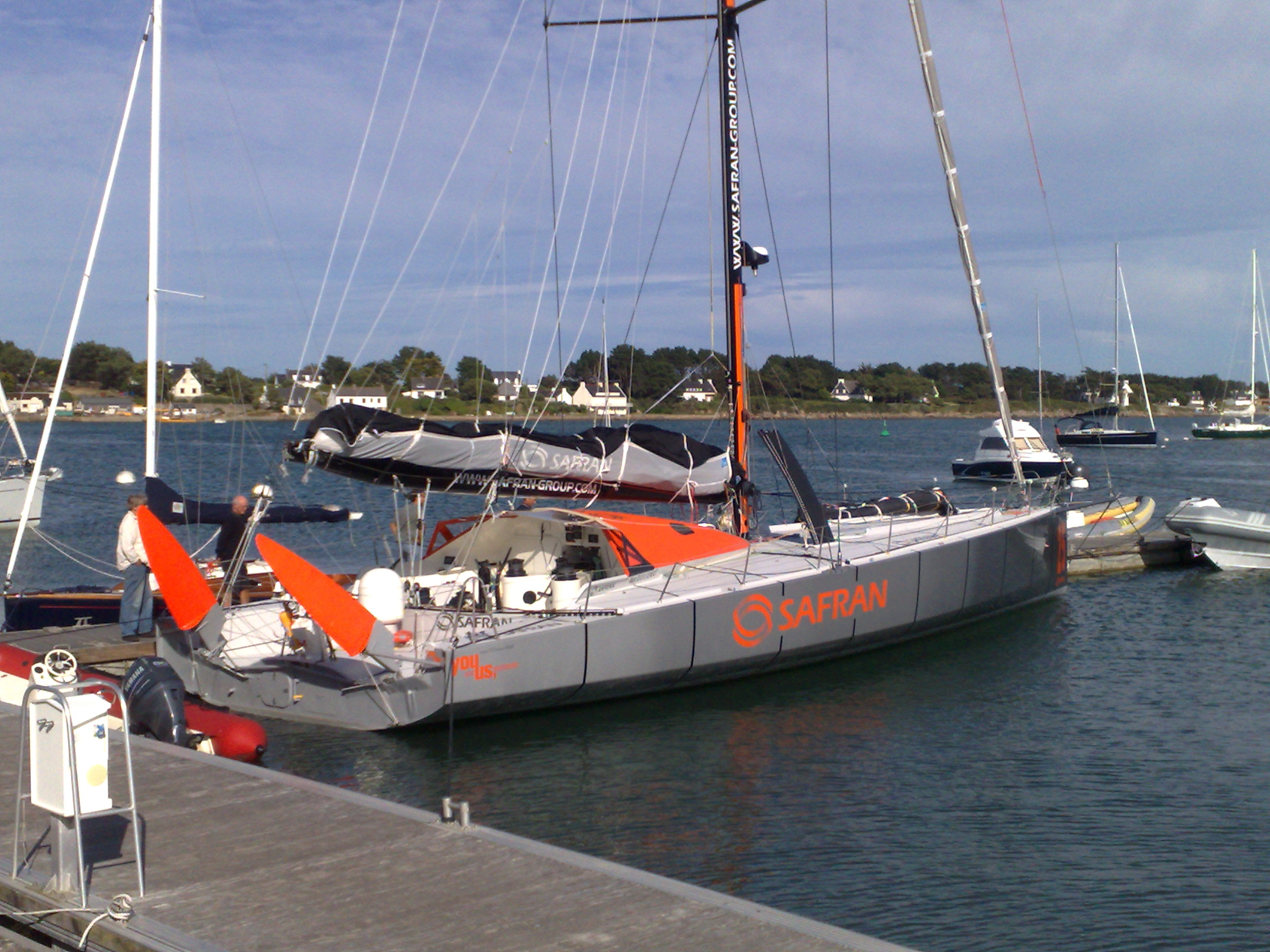
Le 60 pieds Safran en 2008 à La Trinité-sur-Mer.

Premier né de la coopération VPLP/Verdier, Safran a fortement inspiré les réalisations ultérieures,.
Au tournant des années 2010, marquées par la crise économique, et notamment en 2012 et en 2013, des débats font jour parmi les coureurs entre deux options : monotype ou pas ? Les tenants de la monotypie y voient un moyen de limiter les budgets, et de conserver un caractère ouvert à la course, tandis que les tenants de modèles sur mesure mettent en avant la nécessité de conserver un champ d'action ouvert aux innovations technologiques.
Fin 2013, l'assemblée générale de l'IMOCA, à laquelle participent les coureurs et les armateurs, décide d'un compromis : les quilles et les mâts seront standards pour tous les nouveaux bateaux (avec le choix entre deux modèles possibles : mât-aile à espars latéraux (outriggers) ou mât classique à barres de flèche ; les ballasts latéraux sont de nouveau autorisés et les critères techniques de sécurité sont renforcés (couple de redressement passant de 22 à 25,5 tonnes/mètres, angle de retournement de 110° au lieu de 112°, poids du bulbe de quille fixé à 3,1 tonnes). Dans le même temps, un critère limitant, qui indiquait que la gîte du bateau « chargé dans sa pire configuration » ne devait pas dépasser 10°, disparait.
Le nouveau mât est conçu et fabriqué par la société lorientaise Lorima et la quille par la société vendéenne AMPM. Chaque élément est ensuite vérifié par le chef-mesureur de l'IMOCA.

### Vendée Globe 2016: émergence desfoils: les pionniers

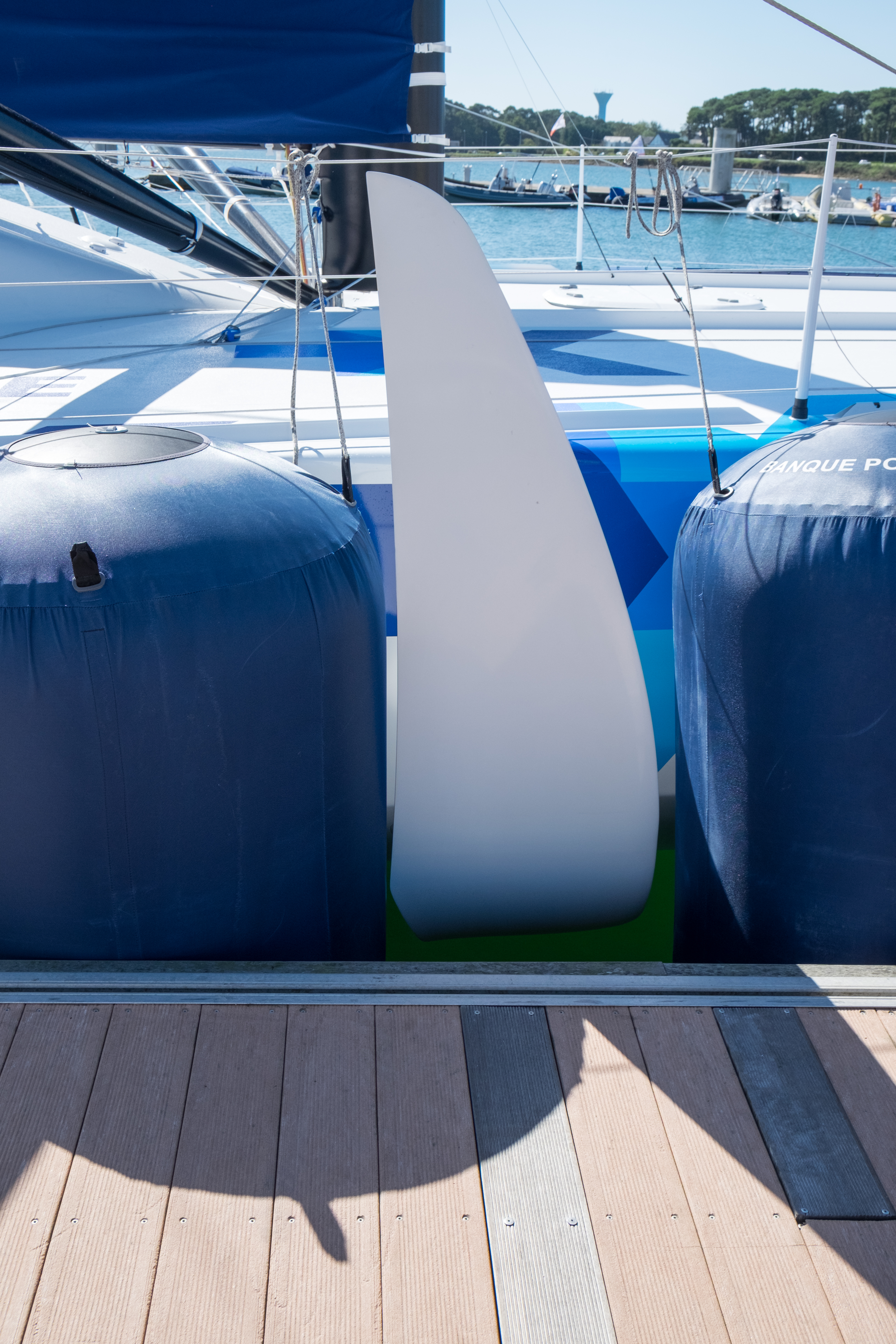
Foil tribord du 60 pieds Imoca Banque populaire VIII, skippé par Armel Le Cléac'h.

La jauge 2013 standardisant le mât et la quille, architectes et skippers concentrent leurs recherches sur d'autres parties du bateau. Six 60 pieds de la génération 2015, dessinés par Guillaume Verdier et VPLP, sont marqués par le remplacement des dérives par deux foils, sur la base de leur expérience acquise avec la coupe de l'America 2013 et Emirates Team New Zealand. Le foil sous le vent et la quille inclinée au vent permettent de soulever la coque aux allures portantes afin de réduire la trainée et la surface mouillée et augmenter la vitesse. Selon Vincent Lauriot-Prévost, ces foils pourraient permettre de gagner deux jours sur le record du Vendée Globe, selon les recherches théoriques et les essais conduits sur un Mini 6.50, qui ont permis de préciser le design des foils. Bien que les allures portantes soient majoritaires sur un tour du monde, les foils ont été conçus de manière à ne pas trop gêner la marche du voilier au près. Les trajectoires des Imoca équipés de foils pourraient donc être différentes de celles des voiliers disposant de dérives classiques.
L'apparition des foils est une « évolution logique » selon le double vainqueur du Vendée Globe Michel Desjoyeaux. Pour les architectes Pascal Conq, concepteur de la quille pendulaire, et Guillaume Verdier, le potentiel avait été vu dès la fin des années 1990, avec le développement des dérives inclinées : en 1998, Christophe Auguin équipe le Geodis d'une petite dérive et constate un léger cabrage de l'étrave. À l'inverse, pour des marins comme Bertrand de Broc, « on crée un grand fossé entre les très bons bateaux qui sortent de chantier et les Imoca existants. Alors qu’il faudrait à l’inverse faire progresser tous les bateaux ensemble ». Pour Jean Le Cam, « les foils ne vont pas dans le sens de la fiabilité et de la sécurité, ni dans celui de la diminution des budgets ».
Afin de profiter au maximum des foils, le cockpit a été repensé pour permettre au skipper de rester à la barre le plus longtemps possible, avec un champ de vision dégagé. Le mât est reculé pour augmenter le pouvoir portant des voiles d'avant.

### Vendée Globe 2020: les nouveaux voiliers avecfoilss'imposent difficilement

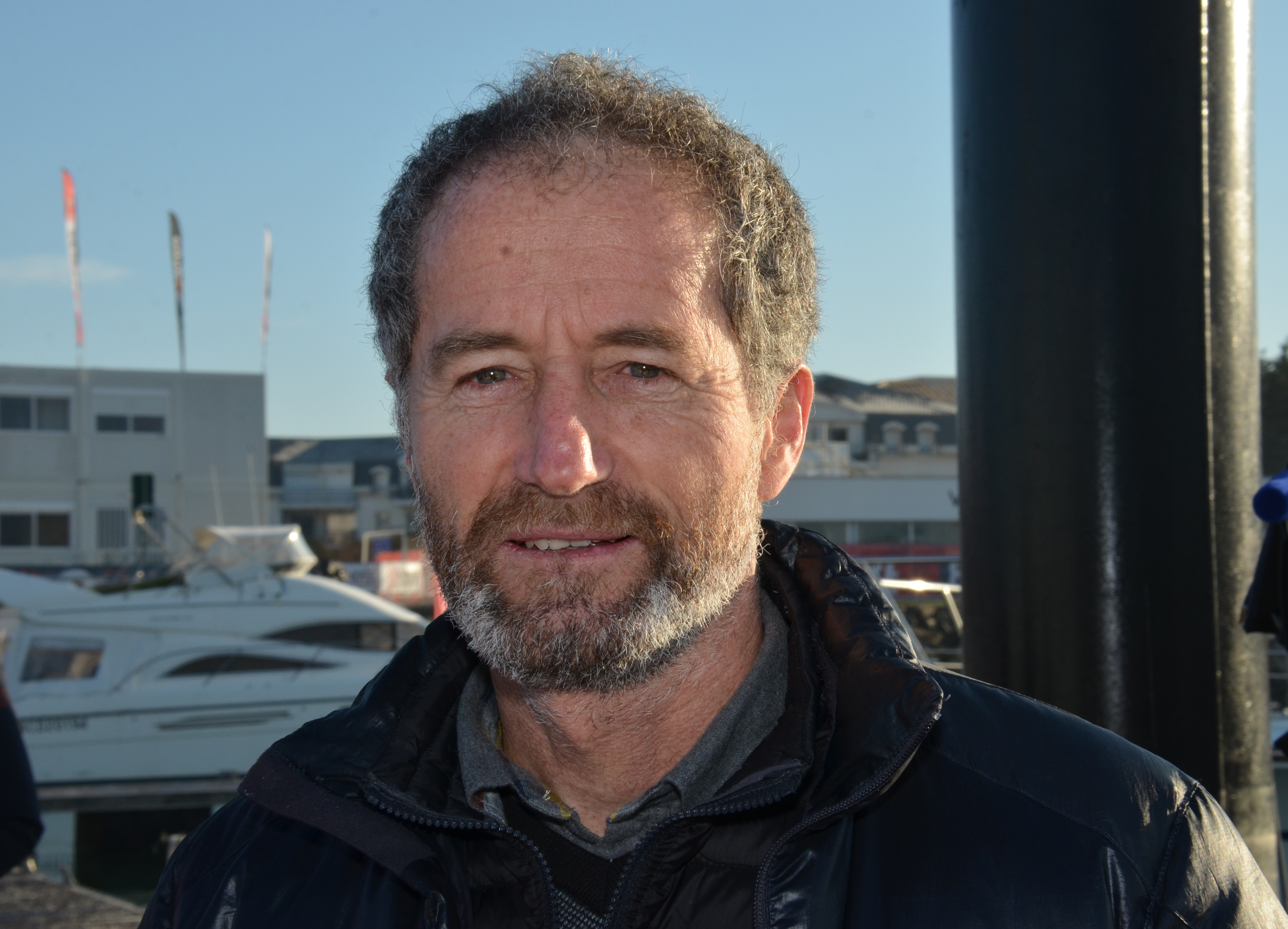
Michel Desjoyeaux tire un premier bilan des incidents de course qui ont émaillé le début de ce Vendée Globe.

Jusqu'en 2020, le Vendée Globe 2004-2005 était l'unique exception à la règle qui voulait que le vainqueur soit un bateau de dernière génération (Vincent Riou l'emportait sur le même bateau PRB que le vainqueur précédent Michel Desjoyeaux). Mais lors de l'édition 2020, malgré les évolutions considérables des nouvelles générations d'Imoca, à la mi-course, les bateaux de tête ont près d'une semaine de retard virtuel par rapport à l'édition 2016 et les chronos sont pour la plupart en dessous de ceux de 2012 et même de 2008.
L'édition 2020 du Vendée Globe est marquée par des conditions météo plus délicates que dans les trois éditions précédentes, ce qui peut expliquer une partie de ce rythme plus lent qu'espéré. Dans les environnements rugueux et hostiles du grand sud où « les flèches de l'Indien piquent un peu trop », où les skippers « souffrent », « serrent les fesses », « font le dos rond » et « serrent les dents », les Imoca sans foils s'accrochent plus que jamais puisqu'ils dominent le groupe de poursuivants du trio de tête au milieu de l'océan Pacifique. Quatre de ces bateaux ont même été en tête de la course lors des classements provisoires : Groupe Apicil (5 fois en tête), Omia - Water Family (1 fois en tête), V and B-Mayenne (8 fois en tête) et Yes we Cam! du « Roi Jean » Le Cam (8 fois en tête). Ce dernier, dont beaucoup saluent la course remarquable, malgré des problèmes de pilote automatique pendant la traversée d'un océan Indien fidèle à sa réputation, réalise à l'occasion de plusieurs classements provisoires la meilleure progression de toute la flotte sur 24 h, parcourant 454,1 milles lors de sa meilleure journée (18,9 nœuds), se rapprochant ainsi à moins de 400 milles de Charlie Dalin, alors leader. Trois bateaux à dérives droites mis à l'eau 12 ans auparavant trustent même les trois meilleures progressions en 24 h de toute la flotte lors des classements du 5 décembre 17 h et 21 h UTC, alors même qu'ils sont au contact avec quatre des meilleurs foilers du moment, donc dans des conditions quasiment identiques. La situation se reproduit le 28 décembre. À plusieurs occasions exceptionnelles, on a ainsi pu voir au milieu des déserts aquatiques de l'Indien et du Pacifique, des régates quasiment au contact opposant des bateaux de plusieurs générations différentes, et on constate de façon récurrente que les foilers, de 1re et même de dernière génération, subissent encore la loi des bateaux anciens dès qu'on sort de la fenêtre étroite des conditions optimales.
À la mi-course, dans les conditions particulières de ce tour du monde, les performances en retrait de la nouvelle génération d'IMOCA semblent se confirmer dans les mers sauvages du grand sud. Le niveau de préparation en progrès permet également une diminution du taux d’abandons et une plus grande homogénéité de la flotte. Au 51e jour de course, après plus 18 000 milles de navigation pour les bateaux de tête, ce sont pas moins de 14 bateaux qui se tiennent dans un pack resserré de 1 000 milles. Parmi eux, seulement trois foilers de dernière génération (Apivia, Linked Out et L'Occitane en Provence), et trois bateaux qui courent leur quatrième Vendée Globe (Yes we Cam!, MACSF et Pure Best Western). Le 10e concurrent est seulement à 360 milles du tableau arrière du leader. Lors de l'édition 2016, à ce moment de la course, le 10e concurrent, Arnaud Boissières, accusait plus de 5 300 milles de retard sur le leader Armel Le Cléac'h, un écart supérieur à celui qui sépare le 27e et dernier concurrent du Vendée Globe du leader le 29 décembre 2020. Armel Tripon, auteur d'une belle trajectoire après ses déboires du début de course, a repris plus de 1 000 milles aux leaders. Les fins de course des éditions précédentes ont montré que ces 14 skippers peuvent raisonnablement prétendre à monter sur le podium.
C'est encore un peloton très compact qui franchit l'Équateur, maintenant un suspense inédit à ce stade du Vendée Globe, avec seulement 19h et 200 milles entre le 1er et le 9e. Ce suspense perdure jusqu'à l'arrivée puisque le 8e franchit la ligne moins de 24 h après le 1er. Parmi les dix premiers, et pour arriver à l'Équateur, les foilers de dernière génération comme ceux de Charlie Dalin et de Thomas Ruyant, ont parcouru une moyenne de 25 100 milles, les foilers de 1re génération une moyenne de 24 300 milles, et les bateaux à dérives droites une moyenne de 23 600 milles. À l'arrivée, on retrouve les mêmes différences : parmi les dix premiers, les foilers de dernière génération ont parcouru en moyenne 29 155 milles, les foilers de 1re génération 28 560 milles, les bateaux à dérives 27 548 milles. Les distances parcourues sont remarquablement homogènes dans chaque groupe. Le potentiel de vitesse supérieur des foilers les contraint à des trajectoires plus dépendantes de certaines allures, certaines forces de vent et configurations de houles, là où les foilers moins extrêmes sont plus polyvalents, et où les bateaux à dérives droites peuvent tendre les trajectoires et serrer de plus près les routes orthodromiques. À chaque génération de bateaux ses trajectoires, les anciens vont moins vite mais compensent par une route plus directe. Force est de constater que, sur ce tour du monde particulier, les bateaux de dernière génération manquent encore de versatilité pour concrétiser leur potentiel supérieur.

#### Avis des marins à l'issue du Vendée Globe 2020-2021
Charlie Dalin observe que « les bateaux de tête ont tous des foils » et « reste persuadé que c'est l'avenir ». Il s’en est « servi entre 80 et 90 % du temps ». « En revanche, selon lui, il faudra travailler les carènes qui ne sont pas […] adaptées aux conditions du Sud ».

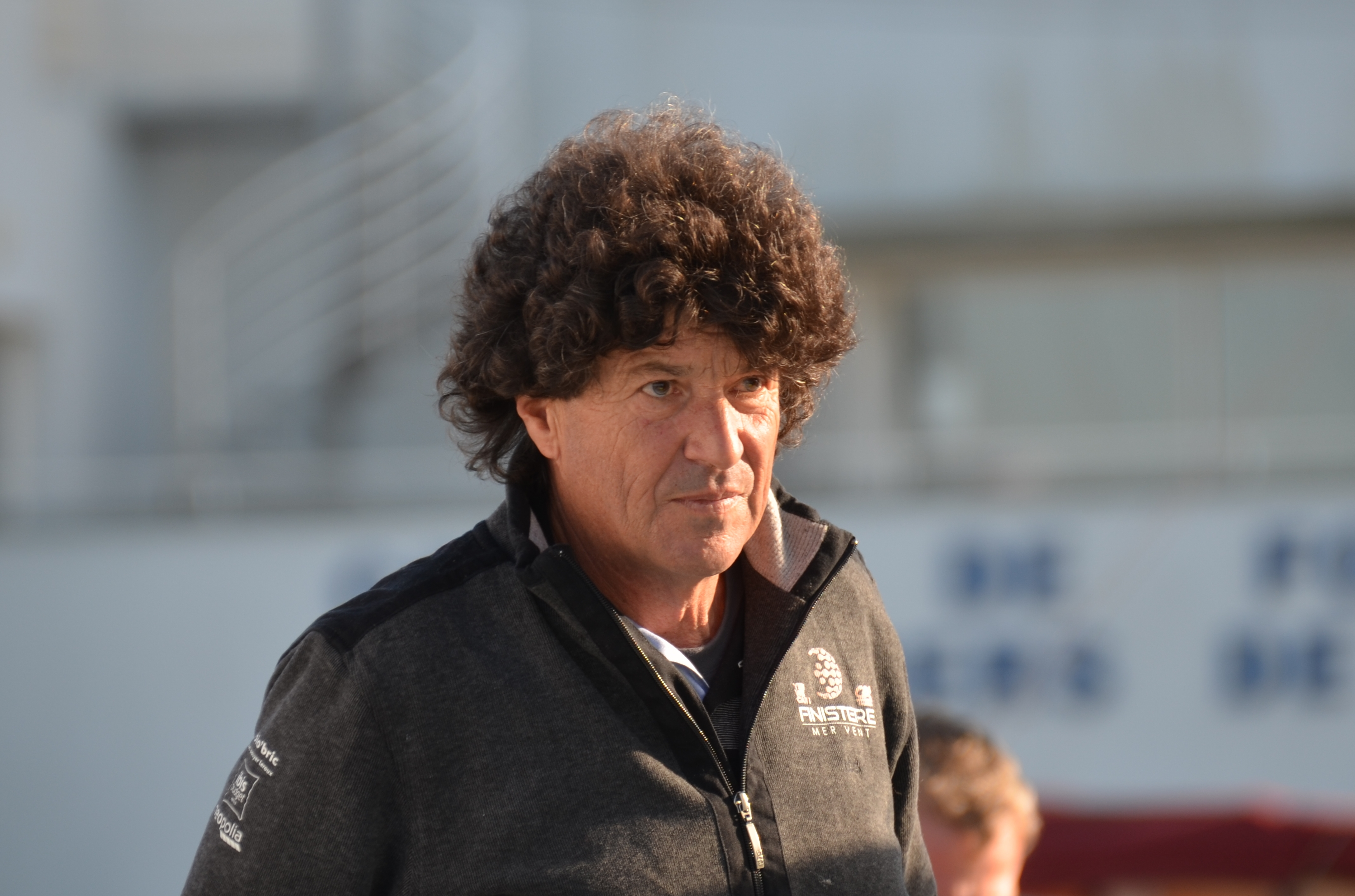
Jean Le Cam. Il considère qu'on a envoyé dans cette édition de très chères « formules 1 dans les dunes du Paris Dakar ». Il est important que cette course "reste accessible pour des budgets restreints". Quatre bateaux à petits budgets ont animé cette édition et sont restés compétitifs jusque sur la ligne d'arrivée.

À son arrivée, Jean Le Cam bat le fer pendant qu'il est encore chaud et rappelle son point de vue : si les foilers l'emportent, comme lors de l'édition précédente, c'est un foiler de 1re génération avec un budget restreint qui s'impose devant les bateaux les plus extrêmes, et 4 bateaux à dérive vieux de 12 ans sont arrivés moins de 24 h après le vainqueur, avec des budgets encore plus restreints. Il appelle de ses vœux une évolution de la jauge IMOCA équilibrée qui encadre les évolutions technologiques pour permettre à des équipes skipper/partenaires d'être compétitives avec des budgets maîtrisés. Le succès médiatique de cette édition 2020-2021 très disputée, haletante jusqu'au dernier jour, qui a enchanté les partenaires des skippers, a pour lui montré l'intérêt de contenir les budgets au bénéfice des coureurs, des partenaires et de l'image de la course dans son ensemble.
Michel Desjoyeaux évoque les enseignements à tirer de ce début de course pour les évolutions de la classe Imoca : il regrette que l'interdiction par la jauge des gouvernes de profondeur sur les safrans limite le potentiel des foilers de nouvelle génération ; les skippers doivent freiner leurs ardeurs pour limiter la violence des chocs sur la coque, là où un foiler de génération précédente comme celui de Louis Burton passe mieux avec ses foils plus petits et rétractables.
Jean Le Cam considère qu'on a envoyé dans cette édition des « formules 1 dans les dunes du Paris Dakar », des bateaux qu'on n'a pas eu le temps de fiabiliser, ou qui nécessitaient des budgets disproportionnés pour une préparation adaptée à l'Everest de la voile que constitue le Vendée Globe.
Desjoyaux, Le Cam et d'autres acteurs de la classe Imoca évoquent la nécessité de poursuivre les évolutions de la jauge de façon concertée, en conciliant la possibilité d'intégrer les évolutions techniques, les conditions des différentes courses sur lesquelles s'alignent ces bateaux, la patience nécessaire à la validation des concepts prometteurs avant de les confronter aux courses les plus exigeantes, la modération des budgets des projets (en bridant réglementairement les évolutions techniques), et surtout en veillant à ce que les bateaux les plus extrêmes limitent les risques d'accidents de l'ampleur de celui de Kevin Escoffier.

### Les voiles
Leur nombre à bord était limité à 10 jusqu'en 2015, année ou ce nombre passe à 9, puis se réduit à 8 pour le Vendée Globe 2020-2021. Parmi celles-ci, depuis début 2023, le skipper doit avoir une voile « verte » au sens de la préservation environnementale.
En solitaire ou même en équipage réduit, il est impossible de régler les voiles au rythme trop rapide des variations de vent apparent liées aux accélérations brutales quand le bateau s'envole sur ses foils. Il faut donc développer des voiles plus polyvalentes, qui restent efficaces dans une palette plus large d'incidence de vent apparent en nécessitant peu de réglages, et/ou trouver des techniques qui permettent des réglages rapides, si possible en équipage réduit.
Une des pistes explorées est la possibilité de réglages fins (cambrure variable, bord de chute), éventuellement contrôlés par un pilote automatique intelligent. Ce type de pilotage assisté est encore interdit en course en 2020, mais il a été utilisé pour mettre au point les algorithmes de pilotage et pour entraîner les équipages à essayer de faire aussi bien que l'intelligence artificielle sur les monocoques foilers AC75 de la coupe de l'America 2021.
Les principales voiles que l’on trouve sur un Imoca 60 sont :
- une grand-voile qui peut avoir trois ou quatre bandes de ris,
- des génois (J1 et J2),
- un petit génois ou foc (J3),
- des gennakers et autres voiles de reaching (code 0, etc.),
- des spinnakers asymétriques,
- un tourmentin.

Tous les bateaux ont une grand-voile et un tourmentin. Les Imoca à dérives ont généralement un grand génois (J1) et des spinnakers, ceux à foils se passent du J1 et des spis (mal adaptés car ils ne sont performants qu’au portant, et en raison de la vitesse de ces bateaux, leur angle par rapport au vent apparent est trop réduit) et utilisent plutôt des gennakers et autres voiles performantes au reaching. Il est possible d’envoyer deux voiles d’avant (génois, foc, tourmentin) en même temps pour bénéficier de l’écoulement laminaire du vent entre les voiles, à la façon d’un cotre.

### Les pilotes automatiques
Les pilotes automatiques doivent apprendre les nouveaux comportements du bateau, en utilisant de nouveaux capteurs qui leur permettent de tenir compte des variations brusques de vent apparent, de vitesse, de portance des foils et des voiles. Les contraintes exercées se traduisent depuis l'apparition des foils en 2016 par une explosion des avaries de pilotes (trop sollicités), et des avaries liées aux pilotes débordés par les accélérations sans précédent de cette génération (empannages et départs au lof intempestifs, surfs mal maîtrisés, plantés, chocs, démâtages, abandon de course après avaries sur tous les pilotes…).
Depuis l'avènement des foils dans la Coupe de l'America et dans la course au large (Classe Ultime, IMOCA), le développement des pilotes "intelligents" dans les bateaux de dernière génération est un poste budgétaire en explosion, devant tous les autres postes sur certains projets. Une des pistes explorées et en passe de se concrétiser, est la possibilité d'évitement automatisé d'obstacles, que ce soient les autres navires détectés au radar, à l'AIS, ou des obstacles détectés grâce au système OSCAR, installé sur tous les trimarans ULTIM et sur 60 % des bateaux de ce Vendée Globe. Les vitesses atteintes par les foilers ne laissent maintenant que quelques secondes pour réagir (un bateau lancé à 40 nœuds met moins de cinq secondes pour parcourir 100 m). Les temps de réaction courts impliqués par ces nouveaux comportements tranchent avec le tempo historique des navigateurs en solitaire (et même en équipage) : certaines manœuvres, auparavant programmées et réalisées en plusieurs dizaines de minutes, nécessitent maintenant une réalisation beaucoup plus rapide pour ne pas mettre en danger l'intégrité mécanique du bateau. Samantha Davies déclare : « En fait, mon pilote automatique est plus efficace que moi pour aller vite. En solitaire ou en double, sur le réglage des voiles, parfois, on n’est plus assez réactif pour suivre le pilote. Il faut donc naviguer différemment, apprendre un nouveau style de navigation ». En conséquence, une autre piste majeure est l'asservissement du réglage des voiles et des foils. Pour des raisons de coût, de maturité des technologies, cette piste est encore écartée de tous les règlements de compétitions nautiques. Pourtant, sur des voiliers volants qui s'apparentent de plus en plus à des avions sur le plan mécanique, il parait inéluctable que les asservissements automatisés déjà au point et généralisés dans l'aviation soient adaptés au monde des foilers. En attendant d'être autorisé par les règlements, des simulateurs permettent d'ores et déjà aux marins de s'entraîner sur des modèles de bateaux virtuels pour optimiser les manœuvres et appréhender les nouveaux comportements de ces bateaux.

### Les mâts
En 2013, dans une démarche de sécurité, de fiabilité et de limitation des coûts, l'assemblée générale de la jauge IMOCA décide que les bateaux seront tous équipés de mâts standardisés (respectant le tirant d’air de 29 mètres) conçus sur un cahier des charges sous le contrôle de l’Imoca.

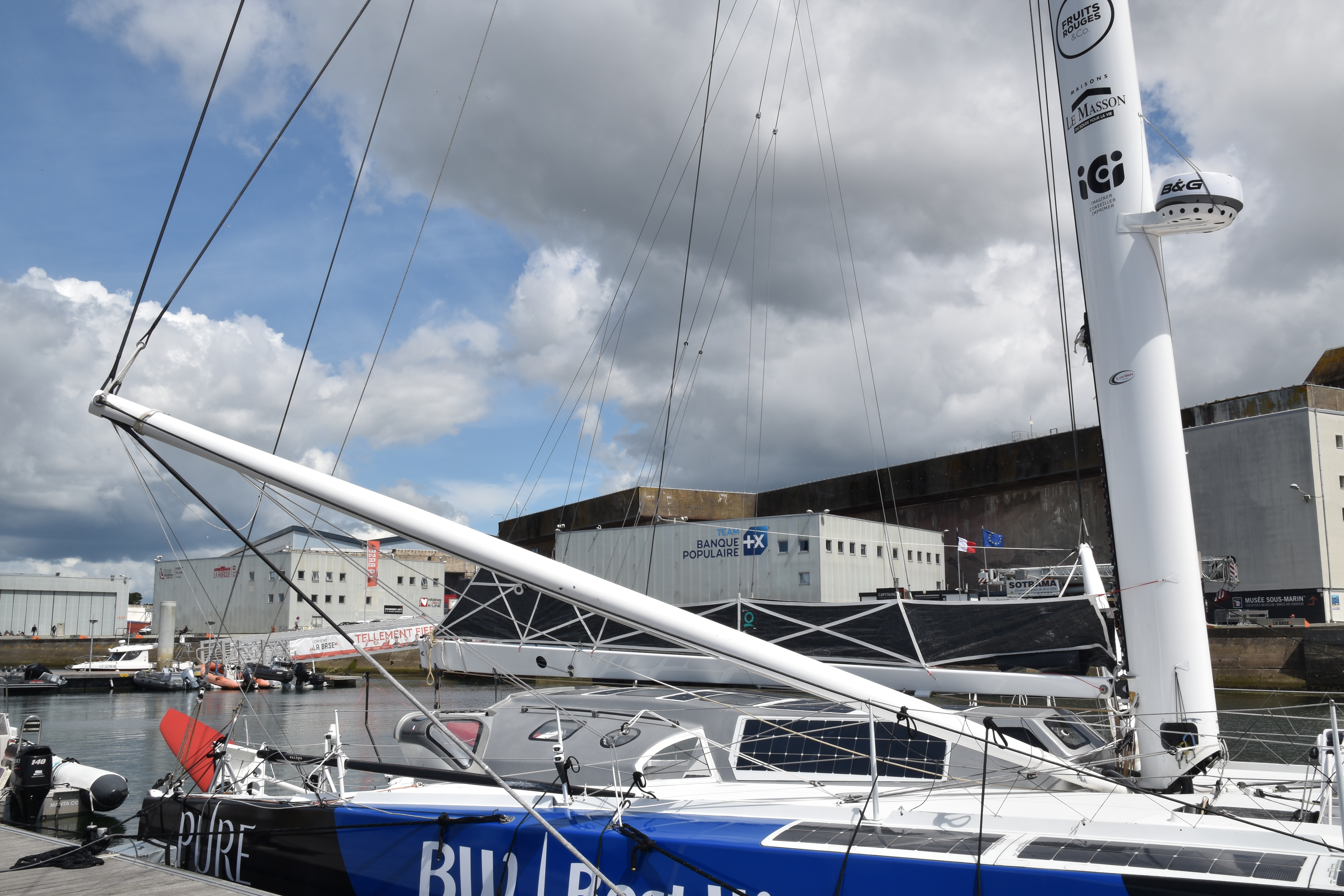
Fortinet-BestWestern à Lorient en 2021 - gros plan sur l'outrigger tribord du mât aile

L’entreprise Lorima fabrique tous les mâts des nouveaux IMOCA 60. Ceux-ci sont construits à Lorient, dans l'ancienne base des sous-marins.
Standardisé par la nouvelle jauge Imoca, actée au mois de décembre 2014, le mât peut être de deux sortes : le mât à barres de flèches et haubanage « classique », et le mât aile tournant, avec gréement de type « thonier » qui est alors tenu par des outriggers installés sur le pont, en pied de mât.
Ces mâts imposés par la jauge IMOCA ont été conçus à une époque où les foilers n'étaient encore que dans les rêves des architectes. Les nouveaux foilers infligent à ces mâts des contraintes dynamiques beaucoup plus fortes que celles des bateaux de 2013, ce qui pourrait expliquer l'accident de Nicolas Troussel en début de course. Ces mâts imposés par la jauge constituent un maillon faible sur chaque bateau, un facteur limitant qui empêche d'exploiter le potentiel des foilers de dernière génération au maximum dès qu'ils sortent des conditions de mer optimales. C'est sans doute une des causes du nivellement des performances qui permet à de nombreux bateaux d'ancienne génération de rester compétitifs dans le Vendée Globe 2020-2021, alors qu'on a constaté que dans les conditions optimales, les nouveaux foilers ont un potentiel de vitesse supérieur d'environ cinq nœuds par rapport à la précédente génération.

### Énergie à bord
Un bateau International Monohull Open Class Association (IMOCA) est réglementairement équipé d’un moteur électrique ou d’un moteur Diesel de minimum 35 ch emportant au minimum deux fois dix litres de gasoil, qu'il doit conserver jusqu’à l’arrivée pour pouvoir aller porter assistance à une personne en mer avec l'assistance du moteur. La réglementation impose une autonomie de cinq heures à cinq nœuds grâce au moteur, qu'il soit Diesel ou électrique.

#### Vers des courses autour du monde sans énergie fossile
Les progrès des batteries (gains en densité énergétique donc en poids) sont, en 2020, en passe de donner un avantage compétitif à la solution du moteur électrique, complété de batteries ; plutôt qu'au moteur Diesel, outre l'intérêt écologique.
Chacun est libre de définir la quantité de carburant optimale (200 à 300 L environ). À raison d'une à deux heures de fonctionnement quotidien, le moteur thermique associé à un alternateur est l'une des solutions répondant à la demande croissante d'énergie électrique des IMOCA (pilote automatique, ordinateur du bord, centrale de navigation, capteurs divers, dessalinisateur, quille pendulaire, communications, vidéos et photos réalisées à bord). Le fait qu'il permette un peu de chauffage et de séchage des vêtements est, avec l'intérêt au niveau sécurité et sa redondance, l'une des raisons qui explique qu'il n'ait pas encore disparu des voiliers de course, apportant un confort souvent très apprécié des navigateurs, surtout dans le Grand sud.
Dans l'édition 2020 du Vendée Globe, les choix des navigateurs en matière d'énergie sont révélateurs :
- 90 % des bateaux sont équipés d'hydrogénérateurs ;
- 30 % de panneaux solaires, coûteux en poids et peu efficaces du fait des conditions d'ensoleillement difficilement maîtrisables en navigation ;
- 10 % d'éoliennes, moins avantageuses en termes de traînée aérodynamique, de poids/encombrement(mat de déport) et fiabilité (éoliennes endommagées voire arrachées par des vagues ou lors de gites extrêmes)[95].

La solution de référence est donc l'hydrogénérateur. Fonctionnant dans l'eau avec un écoulement plus laminaire et moins turbulent que les éoliennes dans l'air sous le vent du bateau. À production comparable, l'hydrogénérateur présente :
- moins de traînée que l'éolienne (trainée maîtrisée à haute vitesse par variation du pas de l'hélice) ;
- un poids et un encombrement nettement plus faible ;
- un meilleur rendement sur quasiment toute la palette des allures des Imoca ;
- une meilleure fiabilité que les autres sources d'énergies[96].

Yannick Bestaven a utilisé les résultats de ses développements pour le Vendée Globe pour fonder en 2009 Watt&Sea, société de conception et de fabrication d’hydrogénérateurs, pour viser l’autonomie énergétique totale sur un tour du monde.
Les autres sources d'énergie (moteur thermique, solaire, éoliennes), même si elles présentent de moins bons compromis entre  poids, encombrement, rendement et fiabilité en comparaison des hydrogénérateurs, conservent l'avantage de la redondance, facteur de sécurité important durant une course autour du monde sans escale et sans assistance.
L'utilisation réversible d'un  hydrogénérateur couplé à un moteur électrique, solution légère, simple, compacte et fiable, déjà mûre dans la voiture électrique avec le freinage régénératif, a déjà été explorée. Elle nécessitait en 2020 d'autres évolutions et des développements (compromis complexes nécessaires au rendement des hélices dans les deux situations, poids des batteries de stockage de l'énergie), pour satisfaire les objectifs de sécurité de la classe IMOCA.

#### Concilier consommation énergétique toujours plus importante et autonomie totale
Le manque d'énergie peut devenir très pénalisant voire rédhibitoire sur les Imoca, tandis que les premiers voiliers de course autour du monde voguaient des semaines sans électricité. Dans l'édition 2020 du Vendée Globe, Isabelle Joschke (MACSF) explique qu’elle était « en restriction d’énergie » lorsque son hydrogénérateur est tombé en panne et qu'elle devait se satisfaire de l'électricité générée par l'alternateur du moteur gasoil. À l’inverse, Benjamin Dutreux, en avarie de moteur, ne pouvait compter que sur ses hydrogénérateurs. François Gabart estimait qu'en dehors des risques d'avaries, il était d’ores et déjà possible en 2013 de boucler un tour du monde en assurant la totalité de l'autonomie énergétique avec les hydrogénérateurs.
Le dessalinisateur est notamment un gros consommateur d'énergie, Pour les courses dont la longueur est supérieure à 5000 milles, deux dessalinisateurs fonctionnant à la fois manuellement et électriquement doivent être installés à bord dont un qui doit rester en place; la pluie peut dans certains conditions assurer l'approvisionnement en eau douce, mais cela nécessite du temps et de l'énergie que le navigateur ne peut plus consacrer au bateau, ainsi que du lest par un stockage d'eau douce qui pénalise la performance.
Lorsque la pénurie d'énergie compromet les fonctions les plus importantes du bateau (pilote automatique, ordinateur du bord, centrale de navigation, capteurs divers), les navigateurs doivent abaisser drastiquement le niveau de performance du bateau pour éviter la casse. Les informations météo dont ils ne disposent que depuis les années 2000 sont des éléments de sécurité qui permettent d'esquiver les pires situations. Ce paramètre a permis de réduire certains coefficients de sécurité mécanique, au bénéfice du poids et de la performance des bateaux, les rendant moins versatiles et plus sujets à la casse mécanique lors des tempêtes.

### La jauge de 2021: une simple évolution
Une nouvelle version de la jauge est définie en mai 2021 pour tirer les leçons de l'édition 2020 du Vendée Globe. Durant celle-ci un grand nombre de bateaux à foils se sont affrontés dans des conditions météorologiques difficiles et le nombre d'abandons a été particulièrement faible ce qui a démontré que ce type d'architecture était viable dans les conditions de la course autour du monde. Parmi les membres de la commission technique chargée de faire évoluer la jauges deux tendances s'affrontent : d'une part ceux qui veulent aller plus loin en introduisant les safrans en T au nom de la logique d'expérimentation qui constitue l'une des caractéristiques fondamentales de cette classe de bateaux de course, d'autre part ceux qui veulent plafonner les coûts de construction qui se sont envolés avec l'introduction des foils pour permettre aux équipes à budget limité de conserver leur chance. La nouvelle jauge repousse l'introduction de safran avec plan porteur notamment parce que la flotte existante a encore des marges de progression. Une limitation relativement modeste est introduite dans les coûts en fixant le volume maximum des foils à 8 m3. Cette règle pénalise dans la flotte existante, deux bateaux : l'Occitane (devenu Bureau Vallée 3 9,6 m3) et Arkéa Paprec (12 m3). Ceux-ci pourront toutefois conserver les foils existants mais devront appliquer la jauge s'ils changent leurs foils. La standardisation qui concernait déjà le mât, le vérin de quille et sa voile est étendue à la bôme, à l'étai de J2 et aux bastaques. La standardisation des foils, d'un safran à plan porteur et celle du puits de foil est rejetée. Le coût de l'électronique, dont la sophistication s'accroît d'une édition à l'autre, est légèrement encadré par l'établissement futur d'une liste évolutive des capteurs et des appareils autorisés, lorsque leur coût total dépasse 10 000 euros. Dans une optique de développement durable, 100 kilogrammes de poids de jauge sont supprimés pour l'utilisation de matériaux bio-sourcés par des éléments non structurels. La période d'application de la nouvelle jauge va de 2022 à 2025.

## Aspects économiques
La construction en 1994 de Geodis, premier 60 pieds en carbone et en nomex a coûté environ 6 millions de francs, ce qui correspond en 2021 à 1,32 million d'euros.
En 2003, la construction d'un Imoca coûte 1,9 million d'euros. En 2007, 2,5 millions. En 2010, 3,3 millions.
Le coût initial de la construction de chacun des Imoca 2015 est estimé au minimum à 3,5 millions d'euros, dont environ 200 000 euros pour les foils, selon Jean Kerhoas, le président de l'IMOCA.
En 2019, le coût de construction de Corum L'Épargne est de quelque 6 millions d'euros. Son budget de fonctionnement jusqu'à la Route du Rhum 2022 représente une moyenne d'environ 2 millions d'euros par an. Ce qui fait un budget global de 14 millions sur quatre ans. Toujours en 2019, le coût total d'une paire de foils (études, fabrication, installation) représente une dépense de 500 000 à 600 000 euros.
En 2021, le coût de construction d'un foiler Imoca se situe entre 6 et 8 millions d'euros. Et le budget de fonctionnement est de 2 à 3 millions d'euros par an, durant 3 ans.

## Liste des IMOCA
| Nom de baptême                    | Architecte                                     | Constructeur                                                       | Année de mise à l'eau | Statut actuel | Palmares |
| --------------------------------- | ---------------------------------------------- | ------------------------------------------------------------------ | --------------------- | --- | --- |
| Thursday' Child                   | Lindenberg & Bergstrom                         | Bergstrom & Ridder                                                 | 1983                  | Don en décembre 2005 à ''The Way to Happiness Foundation'' à San Francisco | remporte la Transat anglaise 1984 barré par Warren Luhrs en classe monocoque, terminant 10e du général |
| Panic Major                       | Robert Nickerson                               | Robert Nickerson                                                   | 1985                  | Renommé Eumenides Of London en 2015, il est ancré à Simonstown (Afrique du Sud) | Renommé Le nouvel Observateur, participe au premier vendée Globe barré par Patrice Carpentier, abandon aux Malouines. |
| Crédit Agricole III               | Ribadeau-Dumas                                 | Nautalu-Coder                                                      | 1986                  | Renommé Queen Ann's Battery par Mark Gatehouse en 1992, à vendre en 2024 à Wilhemshaven | 1er du BOC Challenge 1986-1987 barré par Philippe Jeantot |
| Ecureuil d'Aquitaine              | Luc Bouvet Olivier Petit                       | Chantier Couach                                                    | 1986                  | renommé Gartmore, coulé durant le BOC Challenge 1994 | 2e du BOC Challenge 1986-87 barré par Titouan Lamazou, renommé Lada-Poch avec Loïck Peyron (2e du Vendée Globe 1989-1990). |
| Kiwi Express                      | Bruce Farr                                     | Kiwi Builder                                                       | 1986                  | coulé en 1996 | Guy Bernardin prend le départ du premier Vendée Globe le 26 novembre 1989 avec le bateau renommé O-kay. Il abandonne en Tasmanie |
| UAP pour médecins sans frontières | Joubert-Nivelt                                 | chantier Hervé et Pinta                                            | 1986                  | Renommé Colombus a été transformé en bus pour les départs de courses en 1992 à La Rochelle puis navire ambassadeur pour "Sea Shepherd" en 2012 | 3e du BOC Challenge 1986-1987 barré par Jean-Yves Terlain |
| Charente maritime                 | Joubert-Nivelt                                 | Chantier Hervé et Pinta                                            | 1989                  | Pour Amnesty International, coulé durant le Vendée Globe 1996. | second en monocoque de l'Open UAP 1995 barré par Thierry Dubois (renommé Pour Amnesty International) |
| Generali Concorde                 | Jean-Marie Finot / Finot-Conq                  | Le Guen-Hémidy                                                     | 1989                  | Quais de l'ancien chantier naval Euskalduna transformé en musée à Bilbao | termine deux fois 6e des Vendée Globe en 1990 puis 1993 (renommé Euskadi Europ 93 BBK) |
| Crédit Agricole IV                | Marc Lombard                                   | Jeantot Marine                                                     | 1989                  | Renommé Algimouss, coulé durant le Vendée Globe 1996 | Quatrième du premier Vendée Globe 1989-1990 Barré par Philippe Jeantot |
| Écureuil d'Aquitaine II           | Luc Bouvet Olivier Petit                       | Chantier Capitaine Flint                                           | 1989                  | renommé T One One (2023) | Vainqueur du premier Vendée Globe 1989-1990 barré par Titouan Lamazou |
| Duracell                          | Rodger Martin                                  | Mike Plant / JF Galvao (Newport)                                   | 1989                  | renommé Spirit of Minnesota (2021) | renommé The Northwest Spirit barré par John Oman gagne la Transpac entre Los Angeles et Osaka en 1994. |
| Fleury-Michon X                   | Philippe Briand / Marc Lombard                 | ATA Jeanneau                                                       | 1989                  | Épave flottante retrouvée au large du Honduras, le 20 mars 2022. | Lors du premier Vendée Globe, victime d'un chavirage barré par Philippe Poupon, 3e du Vendée Globe 1992-1993 barré par Philippe Poupon, record du Tour du monde à l'envers avec Philippe Monnet en 2000, 11e du Vendée Globe barré par Anne Liardet (renommé Roxy) |
| Grinaker                          | Rodger Martin                                  | Jean-Jacques Provoyeur                                             | 1989                  | abandonné au large des Açores en 1996 | 2e monocoque de la Twostar 1990 en IMOCA (6e au classement général) barré par Bertie Reed 8e du BOC Challenge 1990 barré par Jean-Jacques Provoyer 5e du BOC Challenge 1994 barré par Bertie Reed (renommé Novell South Africa) |
| PRB-Solo                          | Paul Lucas                                     | chantier Alu Marine                                                | 1989                  | vu en 2019 à la marina La Rocca, Muggia, Italie | renommé PRB-Solo-Nantes, 7e du Vendée Globe 1992-1993 barré par Jean-Yves Hasselin, renommé PRB Vendée second monocoque de la Twostar 1994 avec Jean-Yves Hasselin |
| 36.15 MET                         | Philippe Harlé Alain Mortain                   | Garcia                                                             | 1989                  | mis au sec à Lorient en 2012 - 2017, mais n’y est plus visible en 2019 | 3e du premier Vendée Globe barré par Jean-Luc Van Den Heede Première femme à faire un tour du monde en course en solitaire Isabelle Autissier termine 7e du BOC Challenge 1994-95 (renommé Écureuil Poitou-Charente), |
| Alba Regia                        | Nandor Fa et Lexen                             | Chantier Nandor Fa                                                 | 1990                  | renommé NV en 2017, en rénovation à Vuda marina en 2022 (Viseisei,Viti Levu, Fidji) | 10e en classe 1 du BOC Challenge 1990 (14e au général). barré par Nándor Fa, 5e au Vendée Globe 1992-93 barré par Nándor Fa (renommé K&H Bank Matav) |
| Enif                              | Philip Morrison                                | Rowsell & Morrison                                                 | 1990                  | vu à Portimao, Algarve dans le sud du Portugal en 2020 | 1er du tour des Iles Britanniques 1993 barré par Richard Tolkien 10e du Vendée Globe 2004-2005 barré par Benoît Parnaudeau (renommé Max Havelaar-Best Western) |
| Groupe Sceta                      | Jean-Marie Finot Pascal Conq                   | Marc Pinta                                                         | 1990                  | propriété de la fondation Barcelona Capital Náutica, sous le nom d'IMOCA Escola en 2024. | Vainqueur du BOC Challenge 1990-1991 avec Christophe Auguin Vainqueur de la Transat anglaise 1992 avec Yves Parlier (renomé Cacolac d'Aquitaine) Vainqueur de la Transat Jacques-Vabre 1993 avec Yves Parlier Vainqueur de la Route du Rhum 1994 en monocoque (3ème en temps réel) avec Yves Parlier 2e du Vendée Globe 1996-1997 avec Marc Thiercelin (renommé Crédit immobilier de France 2) 2e de la Transat Jacques-Vabre 1997 barré par Marc Thiercelin et Dominique Wavre (renommé Somewhere) |
| Hunter's Child                    | Hunter Marine                                  | Hunter Marine                                                      | 1990                  | renommé CIMENT SAINT LAURENT OCEAN, chavire durant la Transat Jacques-Vabre 2003. Bateau remorqué à l'envers à Cherbourg | Vainqueur du Boc TransAtlantic Challenge 1991 (transat en équipage, Newport-Torquay) barré par Warren Luhrs. 2e du BOC Challenge 1994-95 barré par Steve Pettengill |
| Helvim                            | Philippe Harlé et Alain Mortain                | CDK                                                                | 1991                  | A vendre à la Trinité en 2024 (renommé Le cigare rouge) | 2e du Vendée Globe 1992-1993 barré par Jean-Luc Van Den Heede (renommé GROUPE SOFAP HELVIM) 3e du BOC Challenge 1994-95 barré par Jean-Luc Van Den Heede (renommé Vendée Entreprises) 2e du Route du Rhum 1998 barré par Jean-Luc Van Den Heede (renommé Algimouss) 2e de la Route du Rhum 2022 catégorie Rhum Mono barré par Catherine Chabaud (renommé ''Formatives ESI Business School pour Ocean As Common'') |
| Bagages Superior                  | Finot-Conq                                     | CDK                                                                | 1992                  | renommé Operon Racing (2010) | Vainqueur du Vendée Globe 1992-1993, barré par Alain Gautier, 4e du Vendée Globe 1996-1997 barré par Eric Dumont |
| Moana                             | Vittorio Malingri                              | Coop Nautica Fano                                                  | 1992                  | Barcolana 56, Trieste en 2024 | 3e de l'Europe 1 Star en IMOCA (7e au général) 2e de la Transat Québec-Saint-Malo en classe 2 |
| Fujicolor III                     | Bouvet-Petit                                   | Mag France                                                         | 1992                  | renommé Fuji en 2012, à vendre à Saint Malo en 2024 | 3e de la Transat Jacques-Vabre 1993 barré par Loïck Peyron 1er de la Transat Jacques-Vabre 1995 barré par Jean Maurel et Frédéric Dahirel (renommé Côte d'or) |
| Maître Coq                        | Philippe Harlé Alain Mortain Yannick Mavrikios | Garcia                                                             | 1992                  | a vendre sur le boncoin en 2016 | sister ship de 36-15 Met |
| Mordicus                          | Joubert-Nivelt                                 | Halvard Mabire/Marc Pinta                                          | 1992                  | Chaviré, puis détruit en 1995 | Twostar 1994 : 1er mono, 4e au général, record des monocoques, squiper: Halvard MABIRE équipiére: Chistine GUILLOU, renommé SCANDIC - Ville de Cherbourg |
| Global Challenger                 | Noble et Smith                                 | Wesley Massam                                                      | 1992                  | renommé Exide Challenger, chavire et abandonné au sud de l'Australie durant le Vendée Globe 1996-97 | Course d'Europe 1993: 4e/4 60' Tour de Grande Bretagne 1993: 4e. Open UAP 1994, 4e/5 Monocoques |
| Coyote                            | Rodger Martin                                  | chantier Concordia                                                 | 1992                  | Perd son saumon de quille en se rendant au départ du Vendée Globe 1992-93. son skipper Mike Plant est porté disparu. | |
| Catalunya                         | Texedo et Camberra                             | Talinco composites                                                 | 1992-98               | renommé Mundus en 2017, bateau-école | Abandon lors du Vendée Globe 2000-2001 |
| Ecureuil Poitou-Charentes 2       | Berret-Racoupeau                               | Marc Pinta                                                         | 1993                  | Lors du BOC challenge 1994-95 chavire au SO de la Tasmanie, dématé, roof arraché, safrans cassés, Isabelle Autissier est obligée d'abandonner son bateau. | 1er 60' à quille orientable. 2ème/4 de la Course de l'Europe - Open UAP 1993 |
| Sceta Calberson                   | Finot-Conq                                     | JMV Industries (Cherbourg)                                         | 1994                  | Abandonné, en 2024 la mairie de Cherbourg annonce vouloir mettre aux enchères le bateau. | 1er du BOC Challenge 1994-95 barré par Christophe Auguin Vainqueur du Vendée Globe 1996-1997, barré par Christophe Auguin (renommé Geodis) |
| Groupe LG 2                       | Finot-Conq                                     | Mag-JMV                                                            | 1995                  | 2e du Vendée Globe 1996-97, quand Gerry Roufs disparait entre la Nouvelle Zélande et le Cap horn. Échoue en 1998 sur une des iles Atalaya. | Vainqueur de l'Europe 1-Star 1996 en monocoque barré par Gerry Roufs |
| Aquitaine Innovations             | Finot-Conq                                     | Composite Aquitaine Thierry Eluére                                 | 1996                  | racheté en 2016 par Initiatives-Cœur, le projet de Tanguy de Lamotte. Il fait partie des attractions du village départ du Vendée Globe 2016-2017 aux Sables-d'Olonne. En mars 2017, le 60 pieds est hissé au premier étage de la Tour Eiffel à Paris au profit de Mécénat Chirurgie cardiaque, une des associations marraines d'Initiatives-Cœur. En 2022 attraction à l'entrée du village de la Route du Rhum Saint Malo. | Premier gréement de thonier, mat aile et outriggers sur IMOCA 60. Fastnet 1997: 1er mono, Yves Parlier Transat Jacques-Vabre 1997 : 1er/10 mono éq: Éric Tabarly, Yves Parlier victoire dans la Route de l'Or 1998, en équipage, en 57 jours, 3 heures et 21 minutes (record) victoire dans la Route du Rhum 1998, skippé par Thomas Coville victoire dans la Course de l'Europe 1999, en équipage avec Ellen MacArthur, Yannick Bestaven |
| Zen                               | Joubert-Nivelt                                 | Garcia                                                             | 1996                  | renommé Austria One en 2013. A Split en 2024 | 11e/30 Vendée Globe 2008-2009 barré par Norbert Sedlacek (renommé Nauticsport.com - Kapsch) |
| Budapest                          | Nandor Fa                                      | Chantier Nandor Fa                                                 | 1996                  | Renommé Livie en 2017. En 2018, arraisonné par la douane au large de Saint-Martin (Antilles françaises), le bateau est mis à feu. 1.5 tonnes de cocaïne sont découverts à bord | 12e/20 du Vendée Globe 2004-2005 barré par Raphaël Dinelli (renommé Akena Vérandas) 10e/11 du Vendée Globe 2008-2009 barré par Raphaël Dinelli (renommé Fondation Océan Vital) |
| PRB (1996)                        | Finot-Conq                                     | Marc Pinta                                                         | 1996                  | Naufrage le 15 février 1999 dans le Pacifique Sud lors de la course Around Alone barré par Isabelle Autissier | 2e Route de l'Or 1998 en équipage (Isabelle Autissier, David Adams, Luc Bartissol, Lionel Lemonchois et Jean Saucet) en 62 jours 13 heures et 19 minutes |
| Fila                              | Finot-Conq                                     | CNB                                                                | 1997                  | renommé Vierzehn en 2024 à Port Bourgenay. | Vainqueur du Around Alone Race 1998-1999 avec Giovanni Soldini. Récupère Isabelle Autissier (naufrage de PRB). |
| Petit Navire                      | Joubert-Nivelt                                 | Mag France                                                         | 1997                  | renommé Margaret Anna en 2006, en vente à Annapolis en 2024. | mat pivotant de 20° sans haubans, sa quille peut pivoter de 45°. |
| Team Group 4                      | Finot-Conq                                     | JMV Industries                                                     | 1998                  | renommé OZ en 2016, aménagé en IMOCA pédagogique avec le skipper Fabrice Amedeo à Lorient en 2024 | 2e du Around Alone Race 1998-1999 avec Mike Golding. 7e/27 du Vendée Globe 2000-2001 avec Mike Golding |
| Sill Plein Fruit                  | Marc Lombard                                   | Mag France                                                         | 1998                  | renommé Hugo Boss avec Alex Thomson en 2003. Chavire lors de la VELUX 5 OCEANS 2006. Épave retrouvée en 2016 en Patagonie. | Skippé par Roland Jourdain, remporte la Transat Jacques-Vabre en 2001, 3e/27 du Vendée Globe 2000-2001 et champion du monde IMOCA en 2001 et 2002. |
| Sodebo - Savourons la vie         | Finot-Conq                                     | Kirié / Thierry Eluére                                             | 1998                  | Le 13 mai 2016, renommé 44 abandonné lors de la transat anglaise skippé par Richard Tolkien. il est retrouvé échoué à Porto Rico en 2017. | termine quatre Vendée Globe, sous les noms de Sodebo avec Thomas Coville en 2000 (6e/24) , VMI avec Sébastien Josse en 2004 (5e), Akena Vérandas avec Arnaud Boissières en 2008 (7e) et Team Plastique avec Alessandro Di Benedetto en 2012 (11e) |
| Gartmore                          | Finot-Conq                                     | JMV Industries                                                     | 1998                  | 2021, renommé Terre Exotique reconverti dans le transport d'épice entre le Brésil et la France | 9e/24 du Vendée Globe 2000-2001 barré par Josh Hall 11e/15 de la Transat anglaise 2004 avec Charles Hedrich Renommé TechnoFirst – faceOcean 18e/29 du Vendée Globe 2016-2017 avec Sébastien Destremau |
| Somewhere                         | Finot-Conq                                     | JMV Industries                                                     | 1998                  | Renommé Somewhere London en 2019. Endommagé, mis en Vente aux enchères par l’Autorité Portuaire de Las Palmas de Grande Canarie en 2022. | 2e de l'Around Alone 1998-1999 (Somewhere) et 4e du Vendée Globe 2000-2001 (Active Wear) avec Marc Thiercelin. 8e du Vendée Globe 2004-2005 (Arcelor Dunkerque) skippé par Joé Seeten |
| Le Pingouin                       | Marc Lombard                                   | Mag France                                                         | 1998                  | renommé Barge à Port la Foret en 2024 | 2e Transat Jacques-Vabre 1999 : Catherine Chabaud avec Luc Bartissol 3e Around Alone 2002-2003 Skipper Simone Bianchetti : 1er/5 de la course Velux 5 Oceans 2010 avec Brad Van Liew |
| Chaman 3                          | Finot-Conq                                     | JMV Industries                                                     | 1999                  | renommé Falcon en 2020, en Juin 2024, Chris Stanmore-Major est l'un des 5 premiers participants qualifié au Global Solo Challenge 2027 | 5e du Vendée Globe 2000-2001 barré par Dominique Wavre renommé Union Bancaire privée 4e du Vendée Globe 2004-2005 barré par Dominique Wavre renommé Temenos 2e/7 de la course Velux 5 Oceans 2006 avec Kōjirō Shiraishi renommé SPIRIT OF YUKOH III |
| Solidaires                        | Joubert-Nivelt                                 | Thierry Dubois                                                     | 1999                  | renommé 6 Lazy K en 2023, en vente à Caen-Mondeville en 2024 | 2e d'Around Alone 2002 barré par Thierry Dubois 9e du Vendée Globe 2008-2009 barré par Rich Wilson renommé Great America III 3e de la Velux 5 Oceans 2010-11 barré par Derek Hatfield |
| Super Bigou                       | Pierre Roland                                  | Globe Surfer-Lesconil / Bernard Stamm                              | 2000                  | A Padstow en 2024 | 1rer d'Around Alone 2002 barré Bernard STAMM renommé BOBST Group - ARMOR LUX 1rer de la Velux 5 Oceans 2006/07 barré Bernard STAMM renommé Cheminées Poujoulat 12e du Vendée Globe 2016-2017 barré par Alan Roura renommé La Fabrique 19e du Vendée Globe 2020-2021 barré par Pip Hare renommé Medallia |
| Kingfisher                        | Owen Clarke Design                             | Marten Marine                                                      | 2000                  | Nouveau propriétaire, La Compagnie Marine basée à LA FORET-FOUESNANT en 2022 | 2e du Vendée Globe 2000-2001 avec Ellen MacArthur 1re de la Route du Rhum 2002 avec Ellen MacArthur 4e de The Transat 2004 avec Nick Moloney renommé Skandia 14e du Vendée Globe 2016-2017 avec Didac Costa renommé One Planet, One Ocean & Pharmaton 20e du Vendée Globe 2020-2021 avec Didac Costa. |
| PRB (2000)                        | Finot-Conq                                     | Mag France                                                         | 2000                  | En juin 2024, vendu à l'association Earwen et rebaptisé Aïto | Unique bateau vainqueur de deux Vendée Globe (en 2000-2001, barré par Michel Desjoyeaux, et 2004-2005, barré par Vincent Riou) |
| Made in America                   | Thomas Wylle                                   | Schooner Creek Boat                                                | 2001                  | à La Rochelle depuis 2013 | mât en carbone autoporteur sans haubans. 9e du Vendée Globe 2004-2005 barré par Bruce Schwab renommé Ocean Planet |
| Hexagon                           | Owen Clarke Design                             | Souther Ocean à Tauranga                                           | 2001                  | 25 avril 2022, Bermudes-Plymouth : 12j02h, nouveau record du monde de vitesse, équipage de trois personnes (renommé Rosalba) | The Transat 2004: 3e/15 barré par Mike SANDERSON |
| Furtif 60                         | Artech                                         | Artech (Caen)                                                      | 2002                  | en 2021 à Cowes (UK) | Transat J. Vabre 2005: 10e/12 60' . Éq: Alexandre TOULORGE, J. Baptiste DEJEANTY rennomé Maisonneuve - Région Basse-Normandie |
| Virbac                            | Farr yacht design                              | Cookson Boats                                                      | 2003                  | Brulé à la Réunion en 2015 | Transat J Vabre 2003 : 1er/17, Éq: Nicolas ABIVEN, J. Pierre DICK 6e du Vendée Globe 2004-2005 barré par Jean-Pierre Dick renommé Virbac-Paprec Transat J. Vabre 2005: 1er/12 60'. Éq: Loic PEYRON, J. Pierre DICK |
| Ecover 2                          | Owen Clarke Design                             | Souther Ocean Marine                                               | 2003                  | 2022 Course Sydney Hobart, 13e/26 avec David HOWS | 1er du Défi Atlantique 2003 barré par Mike Golding 1er/15 The Transat 2004 avec Mike Golding 3e du Vendée Globe 2004-2005 barré par Mike Golding |
| Bonduelle 2                       | Marc Lombard                                   | JMV Industries                                                     | 2004                  | renommé VM Matériaux, chavire et abandonné au sud du Cap Horn durant le Vendée Globe 2008-09 | 1000' de Calais 2004: 1er/6. Jean Le Cam 2e du Vendée Globe 2004-2005 barré par Jean Le Cam Transat J. Vabre 2005: 3e/12 60' . Éq: Kito de PAVANT, Jean Le Cam Route du Rhum 2006 : 2e/12 60'. Jean LE CAM Jean Le Cam titré champion du Monde FICO/IMOCA en 2006 |
| Sill 2                            | Marc Lombard (2004), Juan Kouyoumdjian (2007)  | JMV Industries                                                     | 2004                  | 2024 , The Transat CIC, Lorient-New York: 22e/33 Imoca avec François GUIFFANT | Calais Round Britain Race 2005: 1er/7 avec Roland JOURDAIN Transat J. Vabre 2005: 2e/12 60'Éq: Helen MACARTHUR, Roland JOURDAIN Route du Rhum 2006: 1er/12 60' monocoques |
| Spirit of Canada                  | Owen Clarke Design                             | Chris Prior de Cobourg                                             | 2005                  | A vendre en 2024 "Bateau idéal pour se lancer sur un premier Vendée Globe en 2028" | 12e de la Transat B to B 2007 avec le skipper canadien Derek Hatfield 20e de la Transat Jacques Vabre 2021 renommé Ebac skippé par Antoine Cornic et Jean-Charles Luro 28e/40 du Vendée Globe 2024-2025 avec Antoine CORNIC renommé Human Immobilier. |
| Ocean World                       | Murray-Burns & Dovell                          | Jarkan – Kanga Birtles                                             | 2005                  | A Bilbao en 2016 | 3eme de la Velux 5 Oceans 2006/07 barré Unai Bazurko renommé BBK Pakea |
| Galileo                           | Angelo Lavranos – Artech Design Team           | Artech do Brasil                                                   | 2005                  | Renommé Merci en 2020, à Toulon en 2024 | 16e du Vendée Globe 2016-2017 avec Conrad Colman renommé Foresight Natural Energy |
| Delta Dore                        | Farr yacht design                              | JMV Industries                                                     | 2006                  | à vendre après le Vendée Globe 2024 | 7e du Vendée Globe 2016-2017 avec Louis Burton renommé Bureau Vallée 21e du Vendée Globe 2020-2021 avec Clément Giraud renommé Compagnie du Lit-Jiliti 27e du Vendée Globe 2024-2025 avec Sébastien Marsset renommé Foussier |
| PRB (2006)                        | Farr yacht design                              | CDK technologies                                                   | 2006                  | En vente, disponible après le Vendée Globe 2024, Prix : 720 000 euros HT | Vainqueur de la Calais Round Britain Race 2007 avec Vincent Riou Vainqueur de la Fastnet Race 2007, disputée en double avec Sébastien Josse et V. Riou 3e ex æquo du Vendée Globe 2008/09 avec V. Riou 8e du Vendée Globe 2012/13 avec Arnaud Boissières renommé Arkena Verandas 26e du Vendée Globe 2024-25 avec Louis Duc renommé Fives Group-Lantana Environnement |
| Temenos II                        | Owen Clarke Design                             | Souther Ocean Marine                                               | 2006                  | endommagé dans un chantier naval à Marseille en 2022, à sec à Port St-Louis du Rhone en 2024 | 5e de la Route du Rhum 2006 avec Dominique Wavre 7e du Vendée Globe 2012-13 barré par Dominique Wavre 13e du Vendée Globe 2016-2017 avec Rich Wilson renommé Great American IV 2e du Vendée Globe 2020-2021 avec Miranda Merron renommé Campagne de France |
| Foncia                            | Farr Yacht Design                              | CDK technologies                                                   | 2007                  | | Vainqueur de la Transat Jacques-Vabre 2007 en double avec Michel Desjoyeaux et Emmanuel Le Borgne Vainqueur du Record SNSM, en juin 2007 Vainqueur Vendée Globe 2008-2009 avec Michel Desjoyeaux Vainqueur de l'Istanbul Europa Race en 2009 en équipage Vainqueur de la Barcelona World Race 2014 avec Jean Le Cam et Bernard Stamm renommé Cheminées Poujoulat 6e du Vendée Globe 2016-2017 avec Jean Le Cam renommé Finistère Mer Vent 4e du Vendée Globe 2020-2021 avec Jean Le Cam renommé Yes We Cam ! 25e sur 40 du Vendée Globe 2024-25 avec Violette Dorange renommé DeVenir |
| Trimtastic                        | Farr Yacht Design                              | Souther Ocean Marine                                               | 2007                  | | 1er de la Barcelona World Race 2008 avec Jean-Pierre Dick renommé Paprec-Virbac 2. 10e du Vendée Globe 2016-2017 avec Arnaud Boissières renommé La Mie Câline 23e Vendée Globe 2020-2021 avec Manuel Cousin renommé Groupe Setin 31e du Vendée Globe 2024-25 avec Manuel Cousin renommé Coup de Pouce |
| Black Sambuca                     | Finot-Conq                                     | Carrington / Hutton                                                | 2007                  | renommé Gentoo en 2022, Gentoo Sailing Team n'est pas qualifié pour le Vende Globe 2024. A vendre à Gosport en 2024. | 2e de la Barcelona World Race 2008 en double avec Alex Thomson et Andrew Cape renommé Hugo Boss 2 2020 : Chantier préparation Vendée Globe : Installation foils avec réglage de rake. 18e sur 33 dans le Vendée Globe 2020-21 avec Stéphane Le Diraison renommé Time for Oceans |
| OC7                               | Farr Yacht Design                              | Offshore Challenges Sailing Team (Cowes)                           | 2007                  | à vendre après le Vendée Globe 2024 | 3e du Vendée Globe 2012-13 avec Alex Thomson renommé Hugo Boss 3 2e de l'IMOCA New York - Barcelona 2014, 2e de la Barcelona World Race 2015 Guillermo Altadill et Jose Muñoz renommé Neutrogena 9e Vendée Globe 2020-2021 avec Benjamin Dutreux renommé Omia Water Family 23e du Vendée Globe 2024-25 avec Guirec Soudée renommé Freelance.com |
| Brit Air                          | Finot-Conq                                     | Multiplast                                                         | 2007                  | à vendre après le Vendée Globe 2024 | Armel Le Cleac’h champion du monde 2008 Imoca 2e de la Transat anglaise avec Armel Le Cleac’h 2e/30 du Vendée Globe 2008-2009 avec Armel Le Cléac'h 9e du Vendée Globe 2012-13 avec Bertrand De Broc renommé Votre nom autour du monde Foils retrofittés en 2019 renommé La Fabrique Le 19 juillet 2019, Alan Roura à la barre de La Fabrique bat le record de la traversée de l'Atlantique Nord en monocoque et en solitaire en reliant le phare d'Ambrose et le cap Lizard en 7 jours, 16 heures, 58 minutes et 26 secondes. 17e sur 33 dans le Vendée Globe 2020-2021 avec Alan Roura 3Modèle:0e/40 du Vendée Globe 2024-25 avec Jingkun Xu renommé Singchain Team Haikou                                                                 |
| Pindar                            | Juan Kouyoumdjian                              | Cookson Boats                                                      | 2007                  | Le 21 septembre 2014, le bateau amarré à Cabo San Lucas est gravement endommagé lors de l'Ouragan Odile... | 5e du Vendée Globe 2008-09 barré par Brian Thompson |
| Generali                          | Finot-Conq                                     | Multiplast                                                         | 2007                  | abandonné au large de l'Australie lors du Vendée Globe 2008-2009 barré par Yann Eliès qui s'est fracturé le fémur. | |
| Soren Gold                        | Owen Clarke Design                             | Hakes Marine                                                       | 2007                  | En vente au retour du Vendée Globe 2024 ou après la Transat Jacques Vabre 2025. | 5e/17 Transat J. Vabre 2007: Éq: Bruno DUBOIS, Mike GOLDING renommé Ecover III 3e/14 Transat J. Vabre 2009 : Éq: Javier SANSO, Mike GOLDING 1er/6 Artemis Challenge 2010 Mike GOLDING renommé Mike Golding Racing 9e/13 Transat Jacques Vabre 2011, Le Havre-Puerto Limon, éq: Bruno DUBOIS, Mike GOLDING renommé Gamesa 6e/20 Vendée Globe 2012/2013 avec Mike GOLDING 20e/123 ROUTE DU RHUM 2018 9e/20 Imoca avec Arnaud BOISSIERES renommé La Mie Caline 15e sur 33 dans le Vendée Globe 2020-2021 avec Arnaud Boissières renommé La Mie Caline - Artipole 76e/138 Route du Rhum 2022 32e/38 Imoca avec Rodolphe SEPHO renommé Rêve de Large - Région Guadeloupe 32e/40 du Vendée Globe 2024-25 avec Fabrice Amedeo renommé Nexans-Wewise |
| Safran                            | VPLP et Guillaume Verdier                      | chantier naval de Larros (Thierry Eluére)                          | 2007                  | | 2e de la Transat Jacques-Vabre 2007, Marc Guillemot en double avec Charles Caudrelier, 3e du Vendée Globe 2008-09 avec Marc Guillemot 3e de la Route du Rhum 2010 avec Marc Guillemot 3e de la Route du Rhum 2014 avec Marc Guillemot 3e de la Transat Jacques-Vabre 2015, avec Yann Eliès en double avec Charlie Dalin renommé Groupe Quéguiner 5e du Vendée Globe 2017, avec Yann Eliès Vendée Globe 2020-2021 : termine hors course en 108 jours avec Isabelle Joschke renommé MACSF 9e de la Route du Rhum 2022 avec Isabelle Joschke 19e sur 40 du Vendée Globe 2024-25 avec Isabelle Joschke |
| Groupe Bel                        | VPLP et Guillaume Verdier                      | Indiana Yachting                                                   | 2007                  | | 6e de la Transat Jacques-Vabre 2007 Kito de Pavent en double avec Sébastien Col 2e de la Transat Jacques-Vabre 2009 Kito de Pavant en double avec François Gabart 5e de la Transat Jacques-Vabre 2011 Kito de Pavanten double avec Yann Régniau 4e de la Transat Jacques-Vabre 2015 Thomas Ruyant en double avec Adrien Hardy renommé Le Souffle du Nord 10e du Vendée Globe 2020-21 avec Maxime Sorel 21e sur 40 du Vendée Globe 2024-25 avec Conrad Colman renommé MS Amlin |
| Aviva                             | Owen Clarke Design                             | Hakes Marine                                                       | 2007                  | Abandon au Cap le 16 décembre 2024 du VENDEE GLOBE 2024/25 avec Szabolcs WEORES (renommé New Europe) | 6e du Vendée Globe 2008-09 avec Dee Caffari 25e sur 33 du Vendée Globe 2020-21 avec Ari Huusela renommé Stark |
| Caroline                          | Farr Yacht Design                              | Souther Ocean Marine                                               | 2007                  | En vente au retour du Vendée Globe 2024 | 8e/17 Transat Jacques-Vabre 2007 Loïc peyron en double avec Jean-Baptiste Le Vaillant renommé Gitana Eighty vainqueur de la Transat anglaise 2008 avec Loïc Peyron 9e de la Transat Jacques-Vabre 2009, Pachi Rivero en double avec Yves Parlier renommé 1876 5e du Vendée Globe 2012-2013 avec Jean Le Cam renommé Synerciel 8e de la Transat Jacques-Vabre 2015, Fabrice Amedeo en double avec Éric Péron renommé Newrest-Matmut 14e du Vendée Globe 2020-2021 avec Romain Attanasio renommé Pure-Best Western 29e sur 40 du Vendée Globe 2024-25 avec Olivier Heer renommé Tut Gut |
| Artemis Ocean Racing II           | Rogers Yacht Design Ltd                        | Neville Hutton                                                     | 2008                  | A vendre en 2021 à Southampton | 2nd IMOCA 60’ lors de la Rolex Fastnet Race 2009, et vainqueur en IRC au général de la RORC Sevenstar Round Britain and Ireland Race 2010 |
| DCNS                              | Finot-Conq                                     | Multiplast (coque et intégration), Chantier naval de Larros (pont) | 2008                  | En vente au retour du Vendée Globe 2024 | 9e/29 du Vendée Globe 2016-2017 avec Eric Bellion renommé Comme un seul homme 7e/33 du Vendée Globe 2020-2021 avec Damien Seguin renommé Groupe Apicil 17e/40 du Vendée Globe 2024-25 avec Tanguy Le Turquais renommé Lazare |
| PRB                               | VPLP et Guillaume Verdier                      | chantier naval de Larros (Thierry Eluére) CDK Technologies         | 2009                  | naufrage au sud-ouest de Cape-Town dans le Vendée Globe 2020-21 barré par Kevin Escoffier | vainqueur de la Fastnet Race 2011, en double avec Jean Le Cam vainqueur de la Transat Jacques Vabre 2015 , en double avec Sébastien Col, en 17 jours 22 minutes et 24 secondes rétrofit avec des foils pour le Vendée Globe 2016-2017. 1er de la Bermudes 1000 Race 2019, provisoirement sous le nom d'Arkéa-Paprec et skippé par Sébastien Simon |
| Virbac-Paprec 3                   | VPLP et Guillaume Verdier                      | Cookson Boats                                                      | 2010                  | En 2015 Kito de Pavant prend le départ du Vendée Globe 2016-2017 à son bord, renommé Bastide-Otio. Naufrage dans l’Océan Indien en décembre 2016, à la suite d'une importante voie d'eau. Son épave est retrouvée à Madagascar en novembre 2018. | Vainqueur de la transat Jacques-Vabre 2011 en double avec Jean-Pierre Dick et Jérémie Beyou. 4e du Vendée Globe 2012-2013 avec Jean-Pierre Dick Vainqueur de l'IMOCA New York - Barcelona 2014 en double avec Pepe Ribes et Ryan Breymaier renommé Hugo Boss |
| Foncia 2                          | VPLP et Guillaume Verdier                      | Green Marine (coque)CDK Technologies                               | 2010                  | Abandon sur le Vendée Globe 2024/25: démâtage aux Antilles avec Arnaud Boissières renommé La Mie Caline | 6e de la Route du Rhum 2010 avec Michel Desjoyeaux 2e du Vendée Globe 2012-2013 avec Armel Le Cléac'h renommé Banque Populaire 3e du Vendée Globe 2016-17 avec Jérémie Beyou renommé Maître CoQ Termine hors course du Vendée Globe 2020-2021 avec Samantha Davies renommé Iniiatives-Coeur |
| Macif                             | VPLP et Guillaume Verdier                      | Green Marine (coque)CDK Technologies                               | 2011                  | | vainqueur du Vendée Globe 2012-2013 avec François Gabart vainqueur de la Route du Rhum 2014 avec François Gabart vainqueur en classe IMOCA de la Route du Rhum - Destination Guadeloupe 2018 avec Paul Meilhat renommé SMA 12e sur 33 du Vendée Globe 2020-2021 avec Clarisse Crémer renommé Banque populaire X 16e sur 40 du Vendée Globe2024-25 avec Benjamin Ferré renommé Monnoyeur-Duo for a job |
| Acciona                           | Owen Clarke Design                             | Souther Ocean Marine                                               | 2011                  | A vendre à Gosport en 2024 | Chavire lors du Vendée Globe 2012 avec Javier Sansó 1er/5 Imoca The Ocean Race Europe 2021, Lorient-Cascais-Gênes: avec Robert Stanjek renommé Offshore Team Germany 22e/28 Imoca New York Vendée 2024, New York-Les Sables D'Olonne avec Scott Shawyer renommé Be Water Positive |
| Rivages                           | Juan Kouyoumdjian                              | Décision (Lausanne)                                                | 2011                  | 23 décembre 2013, lors du convoyage retour de la transat Jacques Vabre, à 200' de Brest, le bateau se casse en deux dans une tempête. l'équipage est récupéré par un cargo. | 2e/4 Artemis Challenge 2011 : 2e/4 avec Bernard STAMM renommé Cheminées Poujoulat 3e/6 Rolex Fastnet 2011 avec Bernard STAMM 1er/2 Record SNSM, Saint Nazaire 60' avec Bernard STAMM Fastnet 2013: 4e/7 60' avec Bernard STAMM Transat Jacques Vabre 2013, Le Havre-Itajai: 4e/10 Imoca en éq: Bernard STAMM, Philippe LEGROS |
| Spirit of Hungary                 | Nándor Fa / Attila Déry                        | Pauger Carbon et Fa Hajó Ltd                                       | 2014                  | abandon du Vendée Globe 2024 avec Denis VAN WEYNBERGH renommé D'Ieteren Group | 8e du Vendée Globe2016-17 avec Nándor Fa |
| Safran                            | VPLP et Guillaume Verdier                      | CDK Technologies                                                   | 2015                  | | Vainqueur du Vendée Globe 2020-2021 avec Yannick Bestaven renommé Maître CoQ IV 15e sur 40 du Vendée Globe 2024-2025 avec Damien Seguin reommé Groupe Apicil 2 |
| Banque Populaire VIII             | VPLP et Guillaume Verdier                      | CDK Technologies                                                   | 2015                  | Abandon suite démâtage lors du Vendée Globe 2024 avec Pip Hare renommé Medallia 2 | Vainqueur du Vendée Globe 2016-17 avec Armel Le Cléac'h 3e du Vendée Globe 2020-21 avec Louis Burton renommé Bureau Vallée 2 |
| Gitana 16                         | VPLP et Guillaume Verdier                      | Multiplast                                                         | 7 août 2015           | | 2e/14 Transat New-York 2016 avec Sébastien Josse renommé Edmond de Rothschild 5e du Vendée Globe 2020-21 avec Boris Herrmann renommé Malizia II 14e sur 40 du Vendée Globe 2024-25 avec Romain Attanasio renommé Fortinet-Best Western |
| Hugo Boss                         | VPLP et Guillaume Verdier                      | Green Marine                                                       | 8 septembre 2015      | En vente au retour du Vendée Globe 2024 | 2e du Vendée Globe 2016-17 avec Alex Thomson 10e sur 40 du Vendée Globe 2024-25 avec Benjamin Dutreux renommé Guyot Environnement-Water Family |
| Absolute Dreamer 5                | VPLP et Guillaume Verdier                      | Multiplast                                                         | 12 septembre 2015     | | 4e du Vendée Globe 2016-17 avec Jean-Pierre Dick renommé StMichel-Virbac 2e de la classe IMOCA sur la Route du Rhum - Destination Guadeloupe 2018 avec Yann Éliès renommé Ucar-StMichel 22e sur 40 du Vendée Globe 2024-25 avec Giancarlo Pedote renommé Prysmian |
| Charal                            | VPLP et Guillaume Verdier                      | CDK Technologies                                                   | 20 aout 2018          | En vente au retour du Vendée Globe 2024 | Vainqueur de la Fastnet Race 2019 avec Jérémie Beyou Vainqueur du Défi Azimut 2019 avec Jérémie Beyou 3e de la Transat Jacques Vabre 2019 Jérémie Beyou.en double avec Christopher Pratt 8e du Vendée Globe 2024-25 avec Justine Mettraux renommé TeamWork - Team Snef |
| Rockliffe Bill III                | VPLP et Pete Hobson                            | Carrington Boats                                                   | 8 avril 2019          | En vente au retour du Vendée Globe 2024 | 10e de la Rolex Fastnet Race 2021, barré par Alex Thomson et Ollie Heer renommé Hugo Boss 18e sur 40 du Vendée Globe 2024-25 avec Alan Roura renommé Hublot |
| Apivia Mutuelle                   | Guillaume Verdier                              | CDK Technologies                                                   | 8 mai 2019            | | vainqueur de la Transat Jacques-Vabre 2019, Charlie Dalin dans la catégorie Imoca, en double avec Yann Eliès 2e du Vendée Globe 2020-2021. vainqueur de la Fastnet Race 2021, dans la catégorie Imoca en double avec Paul Meilhat vainqueur du Défi Azimut 2021 en double avec Paul Meilhat. 2e de la Transat Jacques-Vabre 2021, mené par Dalin et Meilhat vainqueur sur 24 de la Guyader Bermudes 1000 Race 2022 en solitaire. vainqueur sur 25 de la Vendée-Arctique-Les Sables-d'Olonne 2022 vainqueur sur 24 des 48 heures du Défi Azimut 2022 2e sur 38 Imoca dans la Route du Rhum 2022 11e du Vendée Globe 2024/25 avec Clarisse Crémer renommé L'Occitane en Provence                                                               |
| Arkéa-Paprec                      | Juan Kouyoumdjian                              | CDK Technologies C3 Technologies SARL Vincent Riou                 | 19 juillet 2019       | En février 2022, l'Imoca est mis en vente. en 2025 il est toujours à vendre au prix de 2,7 millions d'euros à Port la forêt | 8e de la Transat Jacques-Vabre 2019, Sébastien Simon en double avec Vincent Riou. 4e de la Transat Jacques-Vabre 2021 Sébastien Simon en double avec Yann Eliès |
| Spirit Of Yukoh V                 | VPLP                                           | Multiplast                                                         | 2 septembre 2019      | En vente au retour du Vendée Globe 2024 | 10e de la Vendée-Arctique-Les Sables-d'Olonne 2020, barré par Kōjirō Shiraishi renommé DMG Mori Global One 16e sur 33 dans le Vendée Globe 2020-21 avec Kōjirō Shiraishi 24e sur 40 du Vendée Globe avec Kōjirō Shiraishi |
| Natche                            | Guillaume Verdier                              | Persico                                                            | 7 septembre 2019      | | 6e sur 33 du Vendée Globe 2020-2021 avec Thomas Ruyant renommé Linked Out vainqueur sur 38 Imoca de la Route du Rhum 2022 avec Thomas Ruyant 3e sur 40 Imoca dans la Transat Jacques-Vabre 2023, Sam Goodchild en duo avec Antoine Koch renommé For The Planet 9e sur 40 du Vendée Globe 2024-25 avec Sam Goodchild renommé Vulnérable |

## Culture populaire

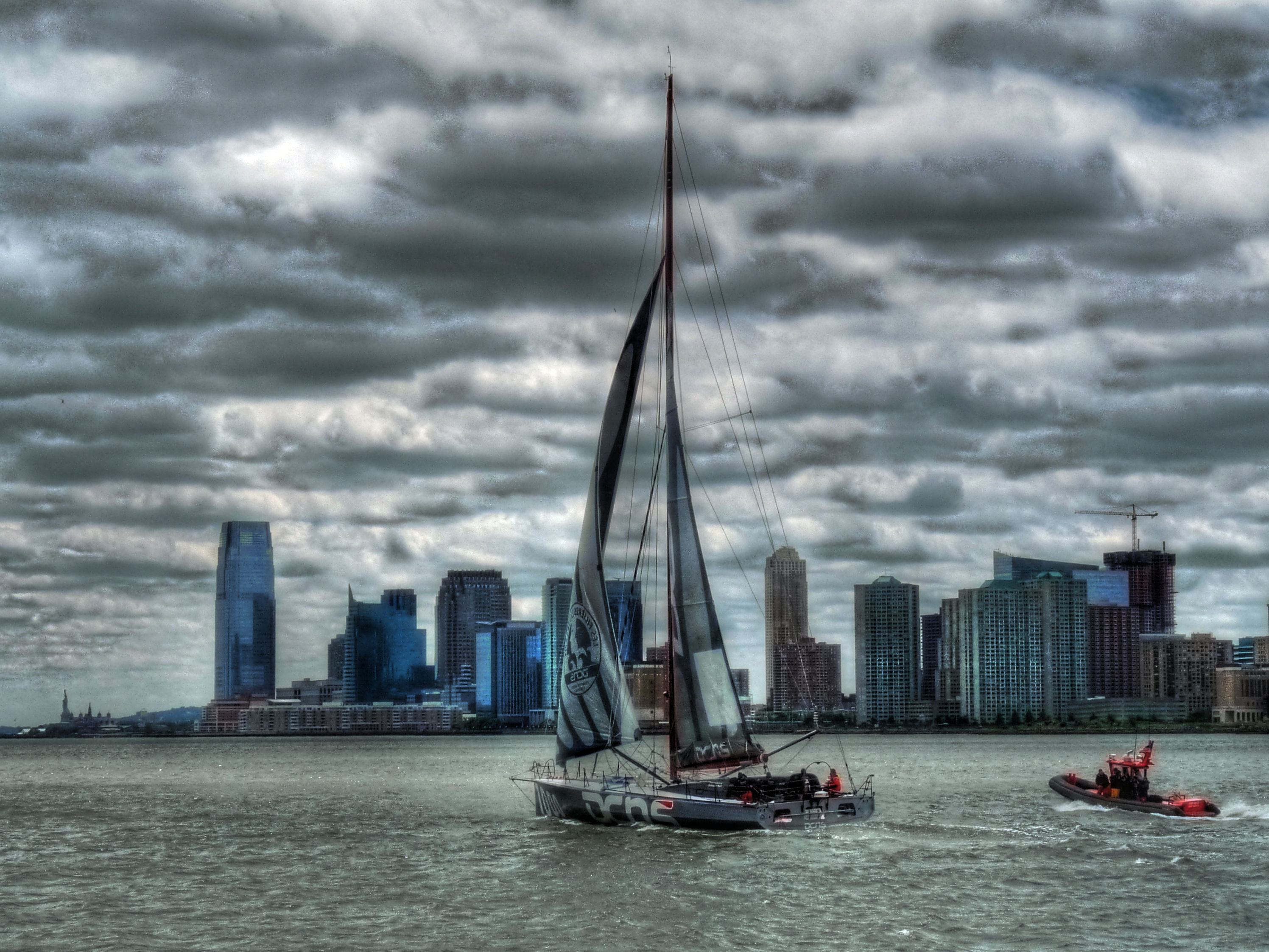
DCNS dans le port de New York.

Sorti en 2013, le film En solitaire de Christophe Offenstein, avec François Cluzet, a pour cadre le Vendée Globe.
Le tournage est réalisé en conditions réelles, à bord du 60 pieds DCNS de Marc Thiercelin (plan Finot-Conq), racheté par le producteur Jean Cottin. D'une durée de quarante-trois jours, il débute à Lorient en octobre 2012, se poursuit aux Canaries et en mer du Nord.
Quelques scènes sont tournées en novembre à l'occasion du départ du Vendée Globe 2012-2013.
Lors des prises de vues – grâce à quatre caméras fixes et autant à l'épaule –, dix-huit personnes se trouvent à bord du bateau, dont la manœuvre est assurée par les marins Alex Pella et Yann Riou.

## Événements auxquels participent les Imoca 60
| Nom                                   | Location                     | équipage                  | type de course | Longueur (milles nautiques) | Limité aux IMOCA 60 | Cycle      | Date de la première course | Date de la dernière course | Notes                                                                                               |
| ------------------------------------- | ---------------------------- | ------------------------- | -------------- | --------------------------- | ------------------- | ---------- | -------------------------- | -------------------------- | --------------------------------------------------------------------------------------------------- |
| Vendée Globe                          | Circumnavigation             | Solitaire                 | non-stop       | 24 000                      | oui                 | 4 ans      | 1989                       | en cours                   | |
| The Ocean Race                        | Circumnavigation             | en équipage complet       | Avec escales   | variable                    | non                 | 4 ans      | 1973                       | en cours                   | participent également les VO65                                                                      |
| Transat Jacques Vabre                 | transatlantique              | En double                 | non-stop       | variable                    | non                 | 2 ans      | 1993                       | en cours                   | ouverte également aux monocoques 50 pieds ou Class40 et multicoques Multi50, ORMA, MOD 70 ou Ultime |
| Route du Rhum                         | transatlantique              | Solitaire                 | non-stop       | 3 542                       | non                 | 4 ans      | 1978                       | en cours                   | six catégories : Classe Ultime, Ocean Fifty, 60 pieds Imoca, Class40, Rhum Multi et Rhum Mono.      |
| The Transat                           | transatlantique              | Solitaire                 | non-stop       | 3 750                       | non                 | 4 ans      | 1960                       | en cours                   | ouverte également aux multicoques 60 pieds ORMA, multicoques et monocoques de 50 pieds.             |
| Retour à la base                      | transatlantique              | Solitaire                 | non-stop       | 3 500                       | oui                 | irrégulier | 2007                       | en cours                   | |
| New York Vendée - Les Sables d'Olonne | transatlantique              | Solitaire                 | non-stop       | 3 600                       | oui                 | irrégulier | 2016                       | en cours                   | |
| Rolex Fastnet Race                    | en Manche et en mer Celtique | variable                  | non-stop       | 605                         | non                 | 2 ans      | 1925                       | en cours                   | participent également les multicoques Classe Ultime, les VO65, les Class40.                         |
| Vendée Arctique (en)                  | Atlantique nord              | solitaire                 | non-stop       | 1 200                       | oui                 | irrégulier | 2020                       | en cours                   | |
| The Ocean Race Europe                 | côtes européennes            | En équipage complet       | Avec escales   | variable                    | non                 | irrégulier | 2021                       | en cours                   | participent également les VO65                                                                      |
| Guyader Bermudes 1000 Race            | côtes européennes            | en solitaire ou en double | non-stop       | 1 200                       | oui                 | irrégulier | 2019                       | en cours                   | [ 132 ]                                                                                             |
| Défi Azimut                           | Golfe de Gascogne            | variable                  | non-stop       | 500                         | oui                 | 1 an       | 2011                       | en cours                   | [ 133 ]                                                                                             |
| Anciennes courses en Imoca 60         |                              |                           |                |                             |                     |            |                            |                            | |
| Barcelona World Race                  | Circumnavigation             | En double                 | non-stop       |                             | oui                 | 4 ans      | 2007                       | 2015                       | |
| Velux 5 Oceans Race                   | Circumnavigation             | en équipage complet       | Avec escales   | variable                    | non                 | 4 ans      | 1982                       | 2011                       | Deux classes de bateaux : Classe 1, de 50 à 60 pieds, et Classe 2, de 40 à 50 pieds.                |
| Calais Round Britain Race             | autour des îles britanniques | variable                  | non-stop       |                             | oui                 | 2 ans      | 2003                       | 2007                       | |
| 1. 2. 3. 4. 5. 6.                     |                              |                           |                |                             |                     |            |                            |                            | |